# Liste von Sakralbauten im Landkreis Leipzig
Die Liste von Sakralbauten im Landkreis Leipzig gibt eine möglichst vollständige Übersicht der im Landkreis Leipzig im Nordwesten des Landes Sachsen vorhandenen relevanten Sakralbauten mit ihrem Status, Adresse, Koordinaten und einer Ansicht (Stand März 2024).

## Kapellen
| Artikel | Beschreibung | Gemeinde      | Ort                    | Bild           | Koordinaten                  |
| --- | --- | ------------- | ---------------------- | -------------- | ---------------------------- |
| Friedhofskapelle Auenfriedhof                                                                                   | Friedhofskapelle auf den Markkleeberger Auenfriedhof, ehem. Gruft der beiden Familien von Crostewitz und von Winckler. | Markkleeberg  | Auenfriedhof           | weitere Bilder | 51° 16′ 37″ N, 12° 23′ 57″ O |
| Friedhofskapelle Rathausstraße                                                                                  | Kapellengebäude 1896 im Rundbogenstil, Backstein mit Hausteingliederungen, schlichter hölzerner Glockenträger | Markkleeberg  | Alter Friedhof         | weitere Bilder | 51° 16′ 41″ N, 12° 21′ 57″ O |
| Friedhofskapelle Markranstädt                                                                                   | Schlichter oktogonaler Putzbau mit Zeltdach, Biberschwanzdeckung, eckiges Tor aus jüngerer Zeit, Putzgliederung, Kapelle saniert | Markranstädt  | Friedhof am Oertelberg | Bild gesucht   | 51° 18′ 52″ N, 12° 10′ 13″ O |
| Friedhofskapelle Neukieritzsch                                                                                  | Der Putzbau mit Satteldach und Dachreiter ist im traditionalistischen Stil der 1950er Jahre errichtet. Das Gebäude hat einen rechteckigen Baukörper, verputzt mit bogenförmigem Portal aus Porphyr.                                                       | Neukieritzsch | Friedhof Neukieritzsch | Bild gesucht   | 51° 8′ 37″ N, 12° 24′ 49″ O  |
| Friedhofskapelle und Friedhofstor Otterwisch                                                                    | Ein Putzbau mit Ziegelgliederung im traditionalistischen Stil, von ortshistorischer Bedeutung. Ein eingeschossiger, verputzter Massivbau mit polygonaler Apsis, gelber Ziegelsteinsockel, Ziegelsteingliederung und Satteldach, originale Tür und Fenster | Otterwisch    | Friedhof Otterwisch    |                | 51° 12′ 29″ N, 12° 36′ 12″ O |
| Friedhofskapelle Großdeuben                                                                                     | Friedhofskapelle, eingeschossiger Bau über kreuzförmigem Grundriss, massiv, verputzt, Natursteinsockel, Mansarddach, Mittelteil mit Saal überhöht | Böhlen        | Großdeuben             |                | 51° 14′ 5″ N, 12° 23′ 6″ O   |
| Friedhofskapelle Neukieritzsch-Deutzen                                                                          | Die Kapelle ist ein Putzbau auf winkelförmigem Grundriss mit Klinkergliederung, ein architektonisch interessanter Bau im traditionalistischen Stil, ortsgeschichtlich von Bedeutung. Das Gefallenendenkmal des 1. Weltkrieges ist aus Kunststein          | Neukieritzsch | Deutzen                | Bild gesucht   | 51° 6′ 49″ N, 12° 25′ 33″ O  |
| Ehemalige Schlosskapelle (mit Ausstattung) des Rittergutes Schmölen sowie Terrasse und Einfriedung Fährstraße - | Kleiner barocker Saalbau mit Krüppelwalmdach und Dachreiter. Kirche: verputzter Massivbau auf quadratischem Grundriss, einfache Putzgliederung, Krüppelwalmdach mit Dachreiter, Rundbogenfenster                                                          | Bennewitz     | Schloss Schmölen       | weitere Bilder | 51° 21′ 1″ N, 12° 43′ 31″ O  |
| Friedhofskapelle Rötha                                                                                          | Ein Bruchsteinbau (1947/48) in zeittypischen, monumentalisierenden Formen. Kleiner Saalbau mit Satteldach und hölzernem Dachreiter, der Eingangsbereich mit dreiteiliger Bogenstellung.                                                                   | Rötha         | Rötha                  |                | 51° 12′ 0″ N, 12° 25′ 20″ O  |
| Kapelle Altranstädt                                                                                             | Kapelle ein neogotischer Ziegelbau, aufwendige Einfriedung in Ziegelstein und Ziergitter. Eingeschossig, oktogonaler Grundriss, Ecklisenen, profiliertes Kranzgesims, ziegelgedecktes Zeltdach, Portal                                                    | Markranstädt  | Altranstädt            |                | 51° 18′ 58″ N, 12° 10′ 31″ O |
| Friedhofskapelle Borna                                                                                          | Friedhofsanlage der Gründerzeit. Kapelle (1889) Klinkerbau: in eklektizistischen Formen des Späthistorismus, kreuzförmiger Grundriss, Pyramidendach, die etwas derben Schmuckelemente in Naturstein                                                       | Borna         | Borna                  | Bild gesucht   | 51° 7′ 51″ N, 12° 30′ 11″ O  |
| Friedhofskapelle Böhlen                                                                                         | Gut erhaltene Friedhofskapelle (1929) im expressionistischen Stil, kleiner Wohnflügel nach Kriegszerstörung abgetragen. Friedhofskapelle in großen Spitzbogenformen, Walmdach, Dachreiter aus Kupfer, runde schiffsbreite Apsis.                          | Böhlen        | Böhlen                 | weitere Bilder | 51° 11′ 43″ N, 12° 23′ 3″ O  |
| Friedhofskapelle Geithain                                                                                       | Vermutlich ältere Anlage um 1910 neu belegt (in westlicher Mauer erhaltene Sandstein-Tafel mit Eckrosetten um 1830). Erwähnenswert Grabmale mit figürlichem Schmuck: Kluge (1934), Meinig (1934) Teichmann (um 1913).                                     | Geithain      | Geithain               | Bild gesucht   | 51° 3′ 29″ N, 12° 41′ 19″ O  |
| Friedhofskapelle Markranstädt                                                                                   | Friedhofsanlage mit Wegesystem und altem Gehölzbestand, Friedhofskapelle: Saalbau, Ziegelmauerwerk, verputzt, Satteldach, Eingangsseite mit Vorbau und Rosette, Bleiglasfenster und Teile der Ausmalung aus der Erbauungszeit                             | Markranstädt  | Markranstädt           | Bild gesucht   | 51° 17′ 48″ N, 12° 12′ 47″ O |
| Friedhofskapelle Frohburg                                                                                       | Neoromanische Feierhalle. Friedhof 1899 angelegt, neoromanische Feierhalle (1899) und Grabmale Berthold (1944), Siegfried (um 1920), Planzen (1954) | Frohburg      | Frohburg               | Bild gesucht   | 51° 3′ 8″ N, 12° 33′ 6″ O    |
| Friedhofskapelle Neuer Friedhof Wurzen                                                                          | Gründerzeitliche Bauten, Friedhofskapelle und Trauerhalle: Kapelle und Halle als dreiflüglige Anlage mit Vorhalle, Putzfassade. | Wurzen        | Wurzen                 |                | 51° 21′ 56″ N, 12° 45′ 8″ O  |
| Schlosskapelle Colditz                                                                                          | Sog. Kirchenhaus von Schloss Colditz, einschiffiger gewölbter Saal mit Emporen | Colditz       | Colditz                | weitere Bilder | 51° 7′ 52″ N, 12° 48′ 26″ O  |
| Kapelle Burg Gnandstein                                                                                         | Spätgotische Kapelle im Nordflügel der im Kern spätromanischen Burganlage | Frohburg      | Gnandstein             | weitere Bilder | 51° 1′ 6″ N, 12° 34′ 33″ O   |
| Burgkapelle Wiprechtsburg                                                                                       | Teilrekonstruierte Burgkapelle über Kreisgrundriss mit kreisförmiger Apsis, Rundturmfragment in Bruchsteinmauerwerk bis ca. 3 m hoch, Reste der wichtigen hochmittelalterlichen Wiprechtsburg Groitzsch von großer stadtgeschichtlicher Bedeutung         | Groitzsch     | Groitzsch              |                | 51° 9′ 34″ N, 12° 16′ 31″ O  |
| Friedhofskapelle Lobstädt                                                                                       | Ein schlichter Putzbau mit Dachreiter. Die Kapelle auf Bruchsteinsockel und Putzfassade hat ein bogenförmiges Portal mit altem Fenster. | Neukieritzsch | Lobstädt               |                | 51° 8′ 1″ N, 12° 27′ 23″ O   |
| Friedhofskapelle Großlehna                                                                                      | Neogotische Ziegelbauten, baugeschichtlich und ortsgeschichtlich von Bedeutung. 1 Geschoss, Satteldach, Traufgesims, neogotische Fenster, Tür, Ecklisenen, Nebengebäude unsaniert, Kapelle teilsaniert                                                    | Markranstädt  | Großlehna              | Bild gesucht   | 51° 18′ 8″ N, 12° 9′ 42″ O   |
| Friedhofskapelle und frei stehender Glockenstuhl auf dem Friedhof Kössern                                       | Alte Ortslage Förstgen, Kapelle mit Spitzbogenfenstern. Glockenstuhl: Fachwerkkonstruktion, Satteldach, Holztraufe, Glocke, Kapelle: eingeschossiger verputzter Massivbau mit Vorhalle                                                                    | Grimma        | Kössern                |                | 51° 11′ 13″ N, 12° 47′ 8″ O  |
| Jakobskapelle (Grimma)                                                                                          | Im Kern mittelalterliche Kapelle, bemerkenswert auch das Innere mit Resten der Renaissance- und Barockausstattung (Wandmalerei, historische Brettdecke), zweigeschossig, Bruchsteinbau verputzt, Gewände: Rochlitzer Porphyrtuff, Sanierung 2001.         | Grimma        | Grimma                 | weitere Bilder | 51° 14′ 8″ N, 12° 43′ 28″ O  |
| Kapelle und Grabmale Friedhof Trebsen                                                                           | Kapelle, Einfriedung, zwei Toranlagen, einige Grabmale, aufwendig gestaltetes Denkmal für die Gefallenen des 1. Weltkriegs sowie Grabrelief von Bildhauer Georg Wrba                                                                                      | Trebsen/Mulde | Trebsen                | weitere Bilder | 51° 17′ 15″ N, 12° 44′ 50″ O |
| Kapelle/Grufthaus Scheidens                                                                                     | Kapelle/Grufthaus (1923, datiert nach Sterbedaten) auf Betonsockel, Spitzbogenportal, Halbsäulen mit Knospenkapitellen, Schäfte geschuppt, Archivolten mit Weintraubenfries, Giebel mit Fries.                                                            | Pegau         | Scheidens              | Bild gesucht   | 51° 11′ 38″ N, 12° 13′ 29″ O |
| Parentationshalle Borsdorf                                                                                      | Putzbau in neoromanischen Formen, mit Ziegelgliederungen, auf der Nordseite Anbau, Kapelle: kleiner neoromanischer Saalbau, Satteldach, Apsis, Putz/Klinker-Fassade, Blendbogen-Lisenengliederung                                                         | Borsdorf      | Borsdorf               |                | 51° 20′ 55″ N, 12° 32′ 20″ O |
| Friedhofskapelle Püchau                                                                                         | Neogotische Grabkapelle: auf kreuzförmigem Grundriss, Sandsteinsockel, Satteldach, Vierung durch Giebel hervorgehoben, Dachreiter mit Laterne (Spitzdach)                                                                                                 | Machern       | Püchau                 |                | 51° 24′ 0″ N, 12° 39′ 18″ O  |
| Schlosskapelle Altranstädt                                                                                      | Schloss ein Renaissancebau mit schlichter Putzfassade, Dreiflügelanlage im direkten Anschluss an den Turm der Kirche, barocke Saalkirche, einzeln stehende neogotische Schlosskapelle, Schlosstor mit historischem Wappenstein, Schlossanlage             | Markranstädt  | Altranstädt            | Bild gesucht   | 51° 18′ 58″ N, 12° 10′ 31″ O |
| St.-Georgen-Kapelle (Grimma)                                                                                    | Ehemalige Hospitalkapelle, 14./15. Jh., schlichter Rechteckbau | Grimma        | Grimma-Neuneunitz      | weitere Bilder | 51° 13′ 52″ N, 12° 44′ 23″ O |
| Friedhofskapelle Gaschwitz                                                                                      | Schlichtes eingeschossiges Gebäude mit kreuzförmigem Grundriss und Walmdach, 20. Jh. | Markkleeberg  | Gaschwitz              | weitere Bilder | 51° 15′ 16″ N, 12° 22′ 50″ O |
| Friedhofskirche, Friedhofsgärtnerhaus und Leichenhalle Mutzschen                                                | Einzeldenkmale auf Friedhof Mutzschen (alte Friedhofskirche mit Dachreiter. Friedhofskirche: eingeschossig, polygonaler Chor mit 3/8-Schluss, Satteldach mit Fledermausgauben)                                                                            | Grimma        | Mutzschen              |                | 51° 15′ 36″ N, 12° 53′ 35″ O |

## Kirchengebäude
| Artikel                                                                                   | Beschreibung | Gemeinde          | Ort                     | Bild            | Koordinaten                                             |
| ----------------------------------------------------------------------------------------- | --- | ----------------- | ----------------------- | --------------- | ------------------------------------------------------- |
| Auenkirche                                                                                | Saalkirche mit Chor und Fünfachtelschluss, Turm mit achteckigem Aufsatz und Haube; im Kern mittelalterlich, barock überformt | Markkleeberg      | Markkleeberg            | weitere Bilder  | 51° 16′ 39″ N, 12° 23′ 23″ O                            |
| Bergkirche Beucha                                                                         | Kirchengebäude in Beucha (Brandis), Sachsen; romanische Chorturmkirche, im 19. Jh. überformt, weithin sichtbar auf einem Bergsporn liegend, umgeben von einem Steinbruch, barocke Grabmale auf dem Kirchhof                                                                    | Brandis           | Beucha                  | weitere Bilder  | 51° 19′ 27″ N, 12° 33′ 58″ O                            |
| Bergkirche Schönbach                                                                      | Kirche (mit Ausstattung, 1812/13) sowie Kirchhof mit Einfriedung, Denkmal für die Gefallenen des 1. Weltkrieges und Grabmal Kurth | Colditz           | Schönbach               | weitere Bilder  | 51° 9′ 1″ N, 12° 45′ 41″ O                              |
| Christophoruskirche Böhlen                                                                | Kleine, im Kern romanische Saalkirche 1609/11 umgestaltet und 1861 rest., reicher frühbarocker Altar um 1680, Donati-Orgel 1794 mehrfach rest. | Böhlen            | Böhlen                  | weitere Bilder  | 51° 12′ 13″ N, 12° 23′ 11″ O                            |
| Dom St. Marien zu Wurzen                                                                  | Eine spätgotische, doppelchörige Pfeilerbasilika mit Türmen an den Ostenden der Seitenschiffe, im Innern bedeutende Umgestaltung von 1932 im monumentalen Heimatstil (Architekt: Emil Högg), Kreuzigungsgruppe von Bildhauer Georg Wrba                                        | Wurzen            | Wurzen                  | weitere Bilder  | 51° 22′ 9″ N, 12° 43′ 58″ O                             |
| Dorfkirche Altranstädt                                                                    | Kirchengebäude in Bruchsteinmauerwerk, großer barocker Saalbau (1745) mit Westturm zwischen Schloss und Kirche, Turm noch mittelalterlichen Ursprungs (im Kern 13. Jh.) | Markranstädt      | Altranstädt             | weitere Bilder  | 51° 18′ 57″ N, 12° 10′ 31″ O                            |
| Dorfkirche Breitingen                                                                     | Die romanische Chorturmkirche ist gotisch und barock überformt. Das Kriegerdenkmal aus Granit in Art eines Findlings mit Kunststein-Einfriedung | Regis-Breitingen  | Breitingen              | weitere Bilder  | 51° 5′ 10″ N, 12° 25′ 54″ O                             |
| Dorfkirche Cannewitz                                                                      | Im Kern gotische Saalkirche mit eingezogenem polygonalen Chor und markantem Dachreiter. Saalkirche, verputzter Bruchsteinbau, Chor mit dreiseitigem Schluss und Strebepfeilern, Dachreiter                                                                                     | Grimma            | Cannewitz               | weitere Bilder  | 51° 16′ 26″ N, 12° 49′ 51″ O                            |
| Dorfkirche Döben                                                                          | Ortsbildbeherrschender Bau, im Kern romanische Chorturmkirche, gotisch überformt, Sonnenuhr an Südseite bezeichnet 1692 (Seltenheitswert), Grabmale: spätbarock | Grimma            | Döben                   | weitere Bilder  | 51° 14′ 24″ N, 12° 45′ 52″ O                            |
| Dorfkirche Elbisbach                                                                      | Putzbau 2. V. 18. Jh. mit dreiseitigem Schluss und Westturm mit Haube, barocker Kanzelaltar, Orgel 1758 mehrf. rest. | Frohburg          | Elbisbach               | weitere Bilder  | 51° 6′ 13″ N, 12° 38′ 14″ O                             |
| Dorfkirche Eschefeld                                                                      | Schlichte romanische Saalkirche mit Chor um 1500, Schnitzaltar um 1510 | Frohburg          | Eschefeld               | weitere Bilder  | 51° 2′ 13″ N, 12° 31′ 11″ O                             |
| Dorfkirche Falkenhain (Lossatal)                                                          | Im Kern romanische Chorturmkirche, in Renaissance- und Barockzeit erweitert und überformt. Saalkirche: bezeichnet 1550 (Inschrifttafel), bezeichnet MDCCIIX (1708, Schlussstein)                                                                                               | Lossatal          | Falkenhain              | weitere Bilder  | 51° 23′ 53″ N, 12° 52′ 19″ O                            |
| Dorfkirche Gatzen                                                                         | Im Kern romanische Saalkirche mit querrechteckigem Westturm, gotisch und barock überformt. Westbau romanisch, Schiff vorwiegend barock 17. Jh., mit Kirchhofeinfriedung | Groitzsch         | Gatzen                  | weitere Bilder  | 51° 7′ 26″ N, 12° 15′ 6″ O                              |
| Kirche Imnitz                                                                             | Kleiner, etwas erhöht gelegener Kirchenbau, hervorgegangen aus einer Kapelle, Chor 1515 vollendet (Stein mit Datierung und Merseburger Kreuz) | Zwenkau           | Imnitz                  | weitere Bilder  | 51° 12′ 33″ N, 12° 19′ 14″ O                            |
| Dorfkirche Gnandstein                                                                     | Saalkirche mit polygonalem Chorschluss und kräftigem Westturm, einheitlicher spätgotischer Gewölbebau, auf dem Kirchhof bemerkenswerte Grabmale (Barock und Klassizismus), schmiedeeisernes Kirchhofstor                                                                       | Frohburg          | Gnandstein              | weitere Bilder  | 51° 0′ 59″ N, 12° 34′ 22″ O                             |
| Dorfkirche Klinga                                                                         | Romanische Kirche (13. Jh.) in vollständiger Anlage mit Querturm, Saal, Chor und Apsis, barocke Orgel 1743 (mehrfach überarbeitet) | Parthenstein      | Klinga                  | weitere Bilder  | 51° 16′ 25″ N, 12° 38′ 15″ O                            |
| Dorfkirche Kühren                                                                         | Im Kern romanische Saalkirche mit reicher Wandmalerei 1430/40 | Wurzen            | Kühren                  | weitere Bilder  | 51° 20′ 33″ N, 12° 50′ 29″ O                            |
| Dorfkirche Michelwitz                                                                     | Im Kern gotische Saalkirche mit reizvollem, barockem Westturm, Friedhofstor gemauerter und verputzter Torbogen mit Einfahrt und Leutepforte, Kirchhofeinfassung in Ziegelmauerwerk, Kriegerdenkmal Kunststeinstele mit Art-déco-Schmuck                                        | Groitzsch         | Michelwitz              | weitere Bilder  | 51° 6′ 28″ N, 12° 16′ 56″ O                             |
| Dorfkirche Nemt                                                                           | Kleine Saalkirche vermutlich 12. Jh., spätgotisch eingreifend umgebaut, weiterer Umbau 1850; verputzter Bruchsteinbau mit 5/8-Schluss | Wurzen            | Nemt                    | weitere Bilder  | 51° 20′ 43″ N, 12° 45′ 46″ O                            |
| Dorfkirche Nepperwitz                                                                     | Schlichte gotische Saalkirche um 1500 mit polygonalem Chorschluss und hohem Dachreiter, verputzter Massivbau, Spitzbogenportal, Emporen mit Grisaillemalereien, Kanzel 2. H. 17. Jh.                                                                                           | Bennewitz         | Nepperwitz              | weitere Bilder  | 51° 22′ 49″ N, 12° 41′ 1″ O                             |
| Dorfkirche Nitzschka                                                                      | Chorturmkirche M. des 15. Jh.in der Nähe des 1945 abgerissenen Schlosses, mit Schnitzaltar um 1510 | Wurzen            | Nitzschka               | weitere Bilder  | 51° 18′ 32″ N, 12° 45′ 26″ O                            |
| Dorfkirche Priesteblich                                                                   | Im Kern spätromanische Saalkirche mit Westturm und dreiseitig geschlossenem Chor, barocke und klassizistische Grabsteine auf dem Kirchhof, 1894 Umbau durch Theodor Quentin | Markranstädt      | Priesteblich            | weitere Bilder  | 51° 19′ 53″ N, 12° 12′ 17″ O                            |
| Kirche Pödelwitz                                                                          | Im Kern romanische Saalkirche, vermutlich 1. H. 13. Jh., barockisiert um 1700, Kanzelaltar, Taufe, spätbarocke Orgel | Groitzsch         | Pödelwitz               | weitere Bilder  | 51° 8′ 49″ N, 12° 21′ 7″ O                              |
| Dorfkirche Ramsdorf                                                                       | Eine im Kern romanische Chorturmkirche, barock überformt, ein barocker Grabstein an der Kirche. Der Saalbau mit Chorturm (innen barocke Orgel), ist ein Putzbau mit Putzgliederung                                                                                             | Regis-Breitingen  | Ramsdorf                |                 | 51° 5′ 31″ N, 12° 22′ 25″ O                             |
| Dorfkirche Sachsendorf                                                                    | Romanische Chorturmkirche, nach Brand 1693 bis 1698 wiederaufgebaut. Mehrfache Rest. 19./20. Jh., Altar 1724. Zwei vollplastische Schnitzfiguren E. 15. Jh. | Wurzen            | Sachsendorf (Wurzen)    | weitere Bilder  | 51° 19′ 2″ N, 12° 51′ 31″ O                             |
| Dorfkirche Seelingstädt                                                                   | Im Kern romanische Chorturmkirche mit zahlreichen Anbauten, wertvolles Grabmal der Fam. Bretschneider-Bodemer, Bildhauer: Georg Wrba, Dresden | Trebsen/Mulde     | Seelingstädt            | weitere Bilder  | 51° 16′ 26″ N, 12° 43′ 4″ O                             |
| Dorfkirche Zitzschen                                                                      | Spätbarock-klassizistischer Neubau 1793–96 mit Trampeli-Orgel | Zwenkau           | Zitzschen               | weitere Bilder  | 51° 13′ 13″ N, 12° 16′ 2″ O                             |
| Dorfkirche Zschirla                                                                       | Verputzter Saalbau im Rundbogenstil des 19. Jahrhunderts, Gliederungselemente in Rochlitzer Porphyrtuff, Neubau 1864 | Colditz           | Zschirla                | weitere Bilder  | 51° 7′ 54″ N, 12° 50′ 43″ O                             |
| Ehemaliges Offizierskasino, heute kath. Pfarrkirche, mit Einfriedung Stauffenbergstraße 7 | Repräsentativer, späthistoristischer Klinkerbau mit Sandsteinelementen, in den Formen der Neurenaissance, als katholische Kirche genutzt. Zwei Geschosse, unregelmäßige Achsen, längsrechteckiger Bau                                                                          | Borna             | Borna                   |                 | 51° 7′ 8″ N, 12° 29′ 26″ O                              |
| Schlosskirche Altranstädt                                                                 | Kirche in Bruchsteinmauerwerk, großer barocker Saalbau mit Westturm zwischen Schloss und Kirche, Turm noch mittelalterlichen Ursprungs, Einfriedung Feldsteinmauerwerk. | Markranstädt      | Altranstädt             |                 | 51° 18′ 59″ N, 12° 10′ 30″ O                            |
| Dorfkirche Benndorf                                                                       | Gotischer Kirchenbau, Doppelportal in der Kirchhofsmauer als spätgotisches Sitznischenportal. Kirchhofseingang mit zwei rundbogigen Portalen aus Porphyrtuff | Frohburg          | Benndorf                | weitere Bilder  | 51° 4′ 10″ N, 12° 32′ 11″ O                             |
| Kirche Hopfgarten (Frohburg)                                                              | Kirche: spätmittelalterlicher Massivbau mit Dachreiter und schöner barocker Toranlage zum Kirchhof. Eine kleine Saalkirche mit erhöhtem Chorschiff und Dachreiter, an der Südseite mit spätgotischen Korbbogenfenster                                                          | Frohburg          | Hopfgarten              | weitere Bilder  | 51° 6′ 5″ N, 12° 39′ 39″ O                              |
| Kirche Roda (Frohburg)                                                                    | Ursprünglich romanische Chorturmkirche mit vollständiger Jugendstil-Ausstattung, mehreren in die Außenwand eingemauerten barocken Grabsteinen aus Sandstein, in der Vorhalle einige Grabdenkmale                                                                               | Frohburg          | Roda                    | weitere Bilder  | 51° 2′ 55″ N, 12° 36′ 50″ O                             |
| Kirche Tautenhain (Frohburg)                                                              | Emporenmalerei von Conrad Felixmüller, mittelalterliche Chorturmkirche. Kirche mit Kirchhof in erhöhter Lage über dem Dorf, Kirchhof mit verputzter Bruchsteinmauer, zwei Wandgrabmäler                                                                                        | Frohburg          | Tautenhain              | weitere Bilder  | 51° 5′ 17″ N, 12° 41′ 19″ O                             |
| Gottesackerkirche St. Johannis (Pegau)                                                    | Ein stadtgeschichtlich bedeutendes Ensemble mit historischen Grabmalen und barocker Kirche, die Kirche mit Fachwerkchor, Leichenhalle, Grabmale und Fragmente des 18.–20. Jahrhunderts.                                                                                        | Pegau             | Pegau                   | weitere Bilder  | 51° 10′ 10″ N, 12° 15′ 3″ O                             |
| Dorfkirche Rathendorf                                                                     | Spätromanische Chorturmkirche auf ursprünglich befestigter Anhöhe. Innen flachgedeckt, spätgotischer Schnitzaltar 1510, Porphyrtaufe wohl 17. Jh., durch Brand im Jahr 2000 zerstört, danach wiederaufgebaut                                                                   | Geithain          | Rathendorf              | weitere Bilder  | 51° 0′ 14″ N, 12° 40′ 47″ O                             |
| Emmauskirche (Borna)                                                                      | Im Kern 12. Jh., Kirchengebäude 2007 wegen Braunkohlentagebau in einem Stück aus Heuersdorf nach Borna umgesetzt | Borna             | Borna                   | weitere Bilder  | 51° 7′ 32″ N, 12° 29′ 49″ O                             |
| Ev. Pfarrkirche (Thronitz)                                                                | Barocker Saalbau von 1717, im 19. Jh. umgebaut, Rest. 1995, Westturm mit hoher spitzer Haube, seitlich Treppenturm, im Innern Emporensaal. | Markranstädt      | Thronitz                | weitere Bilder  | 51° 16′ 28″ N, 12° 12′ 25″ O                            |
| Ev. Stadtkirche Regis                                                                     | Eine klassizistische Saalkirche mit eingezogenem Chor und historistischem Westturm, der Sakralbau ist im Kern mittelalterlich. Saalbau mit rechteckigem Chor und Westturm. | Regis-Breitingen  | Regis                   | weitere Bilder  | 51° 5′ 22″ N, 12° 26′ 52″ O                             |
| Frauenkirche (Grimma)                                                                     | Doppeltürmige frühgotische Pfeilerbasilika mit romanischem Westbau und Querschiff, spätgotischer Altar 1510 | Grimma            | Grimma                  | weitere Bilder  | 51° 13′ 58″ N, 12° 43′ 36″ O                            |
| Friedenskirche (Großdeuben)                                                               | Kapelle mit Dachreiter 1928, giebelständig, Klinkergliederungen, Satteldach, Ansicht des Kapellengiebels durch vier schmale, spitz geschlossene Fenster geprägt, deren Klinkerrahmungen im Brüstungsbereich mit Fischgrätenmuster                                              | Böhlen            | Großdeuben              | weitere Bilder  | 51° 14′ 7″ N, 12° 22′ 50″ O                             |
| Friedhofskirche Zum Heiligen Kreuz (Grimma)                                               | Kirchengebäude in Grimma, Teil des Friedhof Grimma, 1559, später erweitert, ab 1833 als katholische Kirche genutzt | Grimma            | Grimma                  | weitere Bilder  | 51° 14′ 7″ N, 12° 43′ 13″ O                             |
| Georgenkirche (Rötha)                                                                     | Im Kern romanischer Bau, geprägt durch verschiedene spätere Umbauten, künstlerisch wertvolle Ausstattungsstücke, Orgel von Gottfried Silbermann und Zacharias Hildebrandt. | Rötha             | Rötha                   | weitere Bilder  | 51° 11′ 48″ N, 12° 24′ 33″ O                            |
| Herz-Jesu-Kirche                                                                          | Römisch-katholische Kirche in Wurzen, stadtbildprägende Basilika mit Querhaus und Westturm, im neoromanischen Stil, 1899 | Wurzen            | Wurzen                  | weitere Bilder  | 51° 22′ 13″ N, 12° 45′ 4″ O                             |
| Johanneskirche (Belgershain)                                                              | Barocker Neubau 1682–84, danach Innenausstattung, Orgel 1905, schlichter Putzbau mit Turm, Haube und Laterne | Belgershain       | Belgershain             | weitere Bilder  | 51° 14′ 5″ N, 12° 32′ 58″ O                             |
| Johanniskirche Zwenkau                                                                    | Die Johanniskirche Zwenkau wurde 1717 auf dem einst vor der Stadt gelegenen Friedhof als turmlose Saalkirche errichtet, der Westturm stammt von dem Vorgängerbau 1695 | Zwenkau           | Zwenkau                 | weitere Bilder  | 51° 13′ 6″ N, 12° 19′ 45″ O                             |
| Kath. Kirche Böhlen                                                                       | Kirchenbau in den typischen Formen der 1950er Jahre, Architekt: Andreas Marquart, Leipzig, architekturgeschichtliche und regionalgeschichtliche sowie künstlerische Bedeutung. Einschiffiger Kirchenbau mit seitlich angebautem Turm                                           | Böhlen            | Böhlen                  | weitere Bilder  | 51° 12′ 5″ N, 12° 23′ 25″ O                             |
| Kath. Kirche von Beucha und Naunhof                                                       | Saalkirche mit Mansarddach und Dachreiter, im Reformstil der Zeit um 1910, von ortshistorischer Bedeutung. Eingeschossig, Mansarddach (Biberschwanzdeckung) mit Dachreiter (verschiefert), mit Kreuz, Holztraufe, originale Putzgliederung                                     | Brandis           | Beucha                  | weitere Bilder  | 51° 19′ 23″ N, 12° 34′ 13″ O                            |
| Katharinenkirche (Großdeuben)                                                             | Saalkirche, Neubau 1716 nach Entwurf von David Schatz, barocker Kanzelaltar, Orgel von 1755 aus der Kirche von Cröbern | Böhlen            | Großdeuben              | weitere Bilder  | 51° 14′ 15″ N, 12° 23′ 12″ O                            |
| Dorfkirche Körlitz                                                                        | Schlichte barockisierte Saalkirche, im Kern mittelalterlich, mit barockem Dachreiter. Urspr. wohl romanische Saalkirche, gerader Ostschluss, verputzter Massivbau, große Stützpfeiler, Satteldach                                                                              | Lossatal          | Körlitz                 | weitere Bilder  | 51° 22′ 7″ N, 12° 48′ 11″ O                             |
| Kirche Thierbach                                                                          | Klassizistisch wirkende Saalkirche, im Rundbogenstil des 19. Jahrhunderts, nach 1900 errichteter Westturm an diesen Stil angepasst. Saalbau mit Westturm (um 1900), Putzfassade                                                                                                | Kitzscher         | Thierbach               | weitere Bilder  | 51° 10′ 25″ N, 12° 31′ 48″ O                            |
| Kirche Grubnitz                                                                           | Schmucklose Saalkirche mittelalterlichen Ursprungs, Putzbau mit eingezogenem polygonalen Chor und einfacher Dachreiter. Verputzter Massivbau, Giebelseite unverputzt | Bennewitz         | Grubnitz                | weitere Bilder  | 51° 22′ 24″ N, 12° 42′ 2″ O                             |
| Kirche Bennewitz                                                                          | Schlichte romanische Saalkirche mit eingezogenem Chor und Apsis, Westturm frühes 19. Jahrhundert. Saalkirche und Turm mit Satteldach | Bennewitz         | Bennewitz               | weitere Bilder  | 51° 21′ 6″ N, 12° 40′ 43″ O                             |
| Kirche Lobstädt                                                                           | Spätgotische Saalkirche mit polygonalem Chorschluss und Westturm und Strebepfeilern, im Kern spätromanisch, Kreutzbach-Orgel, frühbarocke Kanzel, Gemälde, Schnitzfiguren | Neukieritzsch     | Lobstädt                | weitere Bilder  | 51° 7′ 59″ N, 12° 26′ 54″ O                             |
| Kirche Großdalzig                                                                         | Spätbarocker Bau mit spätromanischem Ursprung. Einfache Saalkirche mit eingezogenem, flach geschlossenem Chor, Turmaufsatz 1664, flachgedeckter Emporensaal, Kanzelaltar 1775                                                                                                  | Zwenkau           | Großdalzig              | weitere Bilder  | 51° 12′ 18″ N, 12° 16′ 16″ O                            |
| Kirche Mölbis                                                                             | Barocke Saalkirche mit stattlichem Dachreiter, Ausstattung Ende 17. Jh., doppelte Westempore, Chorempore und Balusterbrüstung, Altarretabel und -aufsatz | Rötha             | Mölbis                  | weitere Bilder  | 51° 11′ 41″ N, 12° 29′ 52″ O                            |
| St. Niikolai (Großzössen)                                                                 | Gotischer Rechtecksaal mit spitzem Dachreiter. 1896 erfolgte die Innenraumgestaltung durch Architekt Zeißig. | Neukieritzsch     | Großzössen              | weitere Bilder  | 51° 9′ 14″ N, 12° 26′ 59″ O                             |
| Kirche Wasewitz                                                                           | Eine vermutlich romanische Wehrkirche als kleine Saalkirche mit Apsis, darüber der 1851 aufgestockte Turm, mit wertvollen Wandmalereien von 1496 im Inneren. | Thallwitz         | Wasewitz                | weitere Bilder  | 51° 24′ 59″ N, 12° 40′ 46″ O                            |
| Johanniskirche Wiederau                                                                   | Ein markantes Bauwerk aus mehreren Epochen, im Kern ein romanischer Sakralbau (Chorturmkirche), barock überformt. Einschiffige Halle mit Chorturm und romanischem 5/8-Chorschluss                                                                                              | Pegau             | Wiederau                | weitere Bilder  | 51° 11′ 40″ N, 12° 17′ 20″ O                            |
| Kirche Dreiskau                                                                           | Barocke Saalkirche, quadratischer Kirchturm mit Spitzhelm. Weiter Emporensaal um 1740, gleichzeitig Altarwand mit Kanzelaltar. Kirchhofsmauer aus Feldsteinen, Kriegerdenkmal unsaniert.                                                                                       | Großpösna         | Dreiskau-Muckern        | weitere Bilder  | 51° 13′ 8″ N, 12° 28′ 3″ O                              |
| Kirche Kieritzsch                                                                         | Eine barocke Saalkirche mit Ostturm, im Kern wohl eine mittelalterliche Chorturmkirche, das Grabmal der Rittergutsbesitzer von Funcke in anspruchsvoller historistischer Gestaltung.                                                                                           | Neukieritzsch     | Kieritzsch              | weitere Bilder  | 51° 9′ 48″ N, 12° 22′ 48″ O                             |
| Martin-Luther-Kirche Ossa                                                                 | Spätromanische Chorturmkirche mit späteren Um- und Anbauten, Kirche landschaftlich beherrschend durch erhöhte Lage, im Kern 12./13. Jh. Umbau 18. Jh. | Geithain          | Ossa                    | weitere Bilder  | 51° 1′ 31″ N, 12° 39′ 53″ O                             |
| Kirche Höfgen                                                                             | Spätgotische Saalkirche mit romanischem Kern, gedrungener Westturm, eindrucksvolle Lage im Landschaftsraum auf dem ehemaligen Burgberg, Kirchhof mit struktur- und raumbildender Bepflanzung                                                                                   | Grimma            | Höfgen                  | weitere Bilder  | 51° 12′ 34″ N, 12° 45′ 13″ O                            |
| Kirche Thierbaum                                                                          | Saalkirche mit eingezogenem, polygonalen Chor, wuchtiger Dachreiter, im Kern mittelalterlich, später überformt, verputzter Bruchsteinbau. | Bad Lausick       | Thierbaum               | weitere Bilder  | 51° 6′ 18″ N, 12° 44′ 2″ O                              |
| Kirche Bubendorf                                                                          | Kleine spätgotische Saalkirche mit Chor, Dachreiter und eingezogener Fachwerkvorhalle, Eingang mit Porphyrtuffrahmung. Porphyrtaufe 1623, Sakramentshäuschen E. 15. Jh. | Frohburg          | Bubendorf               | Bild gesucht BW | 51° 4′ 40″ N, 12° 32′ 25″ O                             |
| Dorfkirche Pausitz (Bennewitz)                                                            | Im Kern spätgotische Saalkirche mit polygonalem Chorschluss und mächtigem Westturm, im Innern Sakramentshäuschen E. 15. Jh., Altarkruzifix 16. Jh. Porphyr-Taufstein 1906, Jehmlich-Orgel 1906                                                                                 | Bennewitz         | Pausitz                 | weitere Bilder  | 51° 19′ 24″ N, 12° 44′ 23″ O                            |
| Kirche Greifenhain                                                                        | Im Kern romanische Chorturmkirche mit zwei oktogonalen hohen Turmspitzen, Saal und Chor gotisch, mit querrechteckigem romanischem Chorturm | Frohburg          | Greifenhain             | weitere Bilder  | 51° 3′ 25″ N, 12° 35′ 5″ O                              |
| Kirche Beucha (Bad Lausick)                                                               | Im Kern romanische Saalkirche, später überformt, verputzt, dreiseitig geschlossener Chor, großer oktogonaler Dachreiter. | Bad Lausick       | Beucha                  | weitere Bilder  | 51° 8′ 56″ N, 12° 35′ 3″ O                              |
| Dorfkirche Collmen                                                                        | Historisierende Chorturmkirche mit mittelalterlichem Chorturm, Ausstattung von 1909, mehrere Grabdenkmale des Barock und Klassizismus, Jehmlich-Orgel 1909. | Colditz           | Collmen                 | weitere Bilder  | 51° 8′ 53″ N, 12° 48′ 59″ O                             |
| Kirche Großpötzschau                                                                      | Spätgotische Saalkirche mit dreiseitig geschlossenem Chor, neogotisch überformt und ergänzt (Kirchturm), Putzbau mit Porphyrecksteinen an Fensterrahmen und Strebepfeilern | Rötha             | Großpötzschau           | weitere Bilder  | 51° 12′ 35″ N, 12° 28′ 43″ O                            |
| Kirche Schönau (Frohburg)                                                                 | Saalkirche mit markantem Dachreiter, baugeschichtlich, ortsgeschichtlich und ortsbildprägend von Bedeutung. Saalbau mit niedrigerem Chor und Apsis, Turm mit spitzer Haube, westlicher Anbau, halbrunde Apsis                                                                  | Frohburg          | Schönau                 | weitere Bilder  | 51° 5′ 54″ N, 12° 33′ 37″ O                             |
| Kirche Müglenz                                                                            | Barocke Saalkirche mit schlankem Westturm, Bruchsteinbau, verputzt, Inneres durch neugotische Ausstattung geprägt | Lossatal          | Müglenz                 | weitere Bilder  | 51° 24′ 10″ N, 12° 50′ 4″ O                             |
| Kirche Kleinpötzschau                                                                     | Im Kern romanische Chorturmkirche, baugeschichtlich, ortsgeschichtlich und ortsbildprägend von Bedeutung, Ausstattung einheitlich 1867, Mauer teilsaniert | Rötha             | Kleinpötzschau          | weitere Bilder  | 51° 12′ 47″ N, 12° 29′ 3″ O                             |
| Kirche Zedtlitz                                                                           | Im Kern wohl romanische Saalkirche, heutiges Erscheinungsbild durch gotische und barocke Umbauten geprägt, Altar mit Abendmahlsrelief E. 17. Jh., Orgel 1785, mehrere Grabdenkmäler und Epitaphien.                                                                            | Borna             | Zedtlitz                | weitere Bilder  | 51° 6′ 8″ N, 12° 30′ 55″ O                              |
| Kirche Ballendorf                                                                         | Saalkirche mit eingezogenem Chor und integriertem Westturm, im Kern mittelalterlicher Sakralbau mit barockem Turm, im Innern spätgotische Sakramentsnische um 1480; Renaissance-Taufstein 16. Jh., Kreutzbach-Orgel 1900.                                                      | Bad Lausick       | Ballendorf              | weitere Bilder  | 51° 8′ 12″ N, 12° 41′ 32″ O                             |
| Kirche Hainichen                                                                          | Mittelalterliche Saalkirche mit Ostturm (Chorturmkirche), Putzbau mit Eckquaderungen. Saalbau mit Chorturm (quadratisch), Putzfassade mit Eckquaderung, Grabstätte Fam. Steiger mit Eisenzaun.                                                                                 | Kitzscher         | Hainichen               | weitere Bilder  | 51° 11′ 37″ N, 12° 33′ 34″ O                            |
| Kirche Espenhain                                                                          | Kleine barocke Saalkirche mit kräftigem Dachreiter, barocke und klassizistische Grabsteine, baugeschichtlich und ortsgeschichtlich von Bedeutung, Putzfassade mit Bruchsteinmauerwerk, Porphyrrahmung der Fenster und Portal, Schieferdeckung                                  | Rötha             | Espenhain               | weitere Bilder  | 51° 11′ 31″ N, 12° 27′ 54″ O                            |
| Kirche Güldengossa                                                                        | Barocke Saalkirche, Langschiff mit Rechteckchor und Sakristei, quadratischer Westturm mit Zwiebelhaube, baugeschichtlich, ortsgeschichtlich und ortsbildprägend von Bedeutung. Dorfkirche: ursprünglich 17. Jh., Umbauten 1721 und 1813                                        | Großpösna         | Güldengossa             | weitere Bilder  | 51° 15′ 25″ N, 12° 26′ 42″ O                            |
| Frauenkirche (Groitzsch)                                                                  | Barocke, im Kern mittelalterliche, dreischiffige Kirche mit Westturm, Veränderung des Chores im 19. Jahrhundert im neogotischen Stil, Ausstattung 1884, mehrere gefasste Figuren wohl vom ehem. Kanzelaltar                                                                    | Groitzsch         | Groitzsch               | weitere Bilder  | 51° 9′ 29″ N, 12° 16′ 36″ O                             |
| Kirche Tellschütz                                                                         | Spätbarocker Saalbau mit spätgotischem Westturm. Die Kirche Tellschütz besteht aus dem Westturm (um 1500) und dem Kirchenschiff von 1765; nach Brandschaden 2010 wiederhergestellt.                                                                                            | Zwenkau           | Tellschütz              | weitere Bilder  | 51° 12′ 0″ N, 12° 16′ 15″ O                             |
| St. Marien (Nenkersdorf)                                                                  | Die gotische Kirche besitzt eine einheitliche ornamentale Bemalung an den Emporen, der Kanzel, am Beichtstuhl und der Herrschaftsloge. | Frohburg          | Nenkersdorf             | weitere Bilder  | 51° 5′ 11″ N, 12° 33′ 49″ O                             |
| Kirche Hohburg                                                                            | Im Kern romanische Chorturmkirche. Chorturmkirche, Saal wohl romanisch, 1852 Choranbau, Turm 1918 mit oktogonalem Aufsatz | Lossatal          | Hohburg                 | weitere Bilder  | 51° 24′ 46″ N, 12° 48′ 17″ O                            |
| Kirche Zschoppach                                                                         | Große klassizistische Saalkirche mit markantem Westturm. Saalkirche bezeichnet 1833 (Tafel an Südseite der Kirche), massiv verputzt, Walmdach, Westturm auf quadratischem Grundriss                                                                                            | Grimma            | Zschoppach              | weitere Bilder  | 51° 12′ 52″ N, 12° 53′ 10″ O                            |
| KIrche Lindennaundorf                                                                     | Im Kern romanische Chorturmkirche, Kirchturm mit barocker Haube, im Inneren barocker Kanzelaltar um 1680, Evangelistenbilder 1667, wohl von ehemaliger Kanzel, barocker Orgelprospekt 1750                                                                                     | Markranstädt      | Lindennaundorf          |                 | 51° 20′ 7″ N, 12° 15′ 4″ O                              |
| Kirche Ebersbach (Bad Lausick)                                                            | Romanische Chorturmkirche, später überformt, Saalbau, weithin sichtbarer Turm mit Welscher Haube, verputzter Bruchsteinbau, Apsis | Bad Lausick       | Ebersbach (Bad Lausick) | weitere Bilder  | 51° 6′ 0″ N, 12° 41′ 47″ O                              |
| Kirche Leipnitz (Grimma)                                                                  | Barocke Saalkirche mit polygonalem Chorschluss und Westturm, Saalkirche: verputzter Bruchsteinbau, dreiseitiger Chorschluss, Turm mit Eckquaderung (Quaderung in Porphyrtuff), Inschrift                                                                                       | Grimma            | Leipnitz                | weitere Bilder  | 51° 12′ 13″ N, 12° 49′ 56″ O                            |
| Kirche Erlbach (Colditz)                                                                  | Schlichter Saalbau in spätbarocken Formen, hoher Dachreiter. Hoher Rechteckbau mit Walmdach und mittlerem Dachreiter, doppelte Emporen | Colditz           | Erlbach (Colditz)       |                 | 51° 6′ 56″ N, 12° 52′ 47″ O                             |
| St. Petri (Albrechtshain)                                                                 | Im Kern mittelalterliche Kirche, im Rundbogenstil des 19. Jahrhunderts überformt. Spätgotische Saalkirche, 1897 Anbau des Turmes und Abtragung des Dachreiters, verputzter Bruchstein- und Ziegelbau                                                                           | Naunhof           | Albrechtshain           | weitere Bilder  | 51° 18′ 10″ N, 12° 34′ 2″ O 51° 18′ 10″ N, 12° 34′ 2″ O |
| Kirche Threna                                                                             | Spätromanische Saalkirche mit eingezogenem Chor und runder Apsis sowie Querwestturm, barock und neogotisch überformt. | Belgershain       | Threna                  | weitere Bilder  | 51° 15′ 24″ N, 12° 32′ 26″ O                            |
| Kirche Kleinbardau                                                                        | Romanische Saalkirche mit eingezogenem Chor und Westturm, Kirche (Westportal bezeichnet 1288 oder 1788): eingeschossig, massiv, verputzt, Westturm mit Rundbogenportal mit Inschrift am Gewände.                                                                               | Grimma            | Kleinbardau             | weitere Bilder  | 51° 10′ 55″ N, 12° 41′ 30″ O                            |
| Kirche Bennewitz (Deuben)                                                                 | Mittelalterliche Chorturmkirche, spätgotisch und barock überformt. Kirche: einschiffige Saalkirche, quadratischer Chorturm, Satteldach, aufgeputzte Eckquaderung | Bennewitz         | Deuben                  | weitere Bilder  | 51° 21′ 55″ N, 12° 41′ 44″ O                            |
| Nikolaikirche Kitzscher                                                                   | Ungewöhnlich gestaltete spätgotische Saalkirche mit polygonalem Chorschluss und kleinem Dachreiter, kleine neogotische Leichenhalle. Saalbau mit Dachreiter, Putzbau mit genuteten Ecklisenen, Chor                                                                            | Kitzscher         | Kitzscher               | weitere Bilder  | 51° 9′ 27″ N, 12° 33′ 15″ O                             |
| Kirche Köhra                                                                              | Im Kern romanische Chorturmkirche, barock verlängert und überformt, schlichte Ausstattung E. 19. Jh., Orgel 1888, Einfriedungsmauer: verputzte Friedhofsmauer ca. 1,50 m hoch                                                                                                  | Belgershain       | Köhra                   | weitere Bilder  | 51° 14′ 51″ N, 12° 33′ 55″ O                            |
| Kirche Fuchshain                                                                          | Neogotische Saalkirche mit Westturm, eingezogener Chor von 1510 noch aus der Spätgotik, Architekt des Neubaus: Paul Lange, Leipzig. Saalkirche, Putzbau mit Spitzbogen. | Naunhof           | Fuchshain               | weitere Bilder  | 51° 16′ 51″ N, 12° 32′ 5″ O                             |
| Kirche Otterwisch                                                                         | Eine im Kern romanische Chorturmkirche, besonders Chor und Turm im Barock umgestaltet, mit Satteldach und eingezogenem Kirchenschiff. Kanzel und mehrere Epitaphien 16./17. Jahrhundert.                                                                                       | Otterwisch        | Otterwisch              | weitere Bilder  | 51° 12′ 14″ N, 12° 36′ 35″ O                            |
| Kirche Kühnitzsch                                                                         | Barocke Saalkirche mit Ostturm, im Kern romanische Chorturmkirche. An das Schlossareal angrenzende Chorturmkirche: einschiffiger Saalbau auf kreuzförmigem Grundriss, Turm auf quadratischem Grundriss                                                                         | Lossatal          | Kühnitzsch              | weitere Bilder  | 51° 22′ 35″ N, 12° 49′ 56″ O                            |
| Dorfkirche Großbothen                                                                     | Im Kern romanische Saalkirche, mit eingezogenem Chor und dickem Dachreiter. Kirche (bezeichnet MDCLXXVI = 1676, an Südseite der Kirche): Saalkirche, verputzt, Bruchsteinbau                                                                                                   | Grimma            | Großbothen              | weitere Bilder  | 51° 11′ 23″ N, 12° 44′ 53″ O                            |
| Kirche Grethen                                                                            | Romanische Chorturm-Kirche aus dem 13. Jh., mit Satteldach mit romanischen profilierten Eckkonsolen, verputzter Bruchsteinbau. Kanzel 1604. Orgel 1902/03. | Parthenstein      | Grethen                 | weitere Bilder  | 51° 14′ 7″ N, 12° 39′ 38″ O                             |
| Kirche Großbardau                                                                         | Im Kern romanische Saalkirche mit gotischem Chor: verputzter Massivbau, Saalkirche mit polygonalem Schluss, Strebepfeiler am Chor (in Porphyrtuff) | Grimma            | Großbardau              | weitere Bilder  | 51° 12′ 14″ N, 12° 41′ 46″ O                            |
| Kirche Rüdigsdorf                                                                         | Neogotische Saalkirche mit Westturm und bemerkenswerter Ausstattung, Architekt: Oskar Mothes, Leipzig, Ausstattung von Ernst Rietschel (Altarkruzifix, Büste W.L.Crusius) | Frohburg          | Rüdigsdorf              | weitere Bilder  | 51° 0′ 33″ N, 12° 36′ 1″ O                              |
| Kirche Thammenhain                                                                        | Kirche (mit Ausstattung), Kirchhof mit Einfriedungsmauer und Grabstein für Pfarrer Hoffmann; kleine barocke Saalkirche mit polygonalem Chor und gedrungenem Dachreiter, im Kern mittelalterlich                                                                                | Lossatal          | Thammenhain             | weitere Bilder  | 51° 25′ 49″ N, 12° 51′ 3″ O                             |
| Kirche Glasten                                                                            | Im Kern romanische Chorturmkirche, Saal mit neuerem Vorbau (1902), verputzter Bruchsteinbau, Satteldach, Turm mit gekuppelten Fenstern | Bad Lausick       | Glasten                 | weitere Bilder  | 51° 9′ 30″ N, 12° 41′ 58″ O                             |
| Kirche Oberfrankenhain                                                                    | Romanische Chorturmkirche mit gotischem Chor. Kirchhof mit frei stehendem barockem (1762) und frühklassizistischem Grabmal (Vase, 1779) sowie aufgestellte Grabplatte von Einsiedler                                                                                           | Frohburg          | Frankenhain (Frohburg)  | weitere Bilder  | 51° 4′ 55″ N, 12° 39′ 11″ O                             |
| Kirche Buchheim (Bad Lausick)                                                             | Barocke Saalkirche mit Südturm, im Kern romanisch, sehr schlichte Saalkirche mit seitlichem, niedrigem Kirchturm, gerader Chorschluss, Eckquaderung, mehrere Anbauten | Bad Lausick       | Buchheim (Bad Lausick)  | weitere Bilder  | 51° 7′ 43″ N, 12° 39′ 50″ O                             |
| Kirche Kulkwitz                                                                           | Romanische Chorturmkirche mit halbkreisförmiger Apsis, Quaderbau, Chorturmkirche mit halbkreisförmiger Apsis, an der Südseite vermauerter rundbogiger Eingang mit profiliertem Gewände                                                                                         | Markranstädt      | Kulkwitz                | weitere Bilder  | 51° 16′ 57″ N, 12° 13′ 55″ O                            |
| Kirche Oelzschau                                                                          | Romanische Saalkirche mit eingezogenem Chor und Apsis sowie mit breitem Westturm, aufwendig gestaltetes Kriegerdenkmal auf dem Kirchhof, Kirche: Putzbau mit Porphyreckquaderungen                                                                                             | Rötha             | Oelzschau               | weitere Bilder  | 51° 13′ 5″ N, 12° 31′ 23″ O                             |
| Kirche Altmörbitz                                                                         | Eine schlichte gotische Saalkirche mit polygonalem Chorschluss und hohem Dachreiter, dazu ein klassizistisches Grabmal (Vase auf Sockel) auf dem Kirchhof sowie drei barocke Grabsteine aus Sandstein an der Ostmauer der Kirche.                                              | Frohburg          | Altmörbitz              | Bild gesucht BW | 50° 59′ 37″ N, 12° 34′ 12″ O                            |
| St. Georgskirche (Nauenhain)                                                              | Spätklassizistischer Sakralbau, im Kern romanische Chorturmkirche, ursprünglich St.-Georgs-Kapelle, 1334 Erhebung zur Pfarrkirche. | Geithain          | Nauenhain               | weitere Bilder  | 51° 5′ 21″ N, 12° 44′ 6″ O                              |
| Kirche Dittmannsdorf                                                                      | Ungewöhnlich gestaltete spätgotische Saalkirche mit eingezogenem flachem Chor und Dachreiter. Putzbau mit Putzgliederungen, Saalbau mit symmetrischen seitlichen Patronatslogenanbauten, Flachbogenfenster                                                                     | Kitzscher         | Dittmannsdorf           | weitere Bilder  | 51° 9′ 3″ N, 12° 32′ 13″ O                              |
| Dorfkirche Jahnshain                                                                      | Eine romanische Saalkirche mit spitzem Dachreiter und hohem spätgotischem Chor, welcher um 1500 angefügt wurde, drei barocke Sandsteingrabmale befinden sich an der Nordwand des Kirchenschiffes sowie das Kriegerdenkmal mit Adler sind baugeschichtlich von Bedeutung        | Frohburg          | Jahnshain               | weitere Bilder  | 50° 59′ 42″ N, 12° 38′ 31″ O                            |
| Dorfkirche Dornreichenbach                                                                | Barocke Saalkirche mit eingezogenem Chor und Westturm, im Kern mittelalterlich. Saalkirche: Putzbau mit 5/8-Schluss, Rundbogenfenster, südlicher Anbau mit Sakristei und Loge                                                                                                  | Lossatal          | Dornreichenbach         | weitere Bilder  | 51° 22′ 14″ N, 12° 51′ 56″ O                            |
| Kirche Lüptitz                                                                            | Im Kern mittelalterliche Chorturmkirche, in der ersten Hälfte des 17. Jh. und 1773 umgebaut (über Schiffsfenstern bezeichnet), 1884 weiterer Umbau | Lossatal          | Lüptitz                 | weitere Bilder  | 51° 23′ 36″ N, 12° 46′ 14″ O                            |
| Dorfkirrche Meltewitz-Knatewitz                                                           | Alte Ortslage Knatewitz, barocke Saalkirche mit polygonalem Chorschluss und Westturm, im Kern wohl spätgotisch. | Lossatal          | Meltewitz               | weitere Bilder  | 51° 21′ 50″ N, 12° 54′ 47″ O                            |
| Dorfkirche Großbuch (Otterwisch)                                                          | Eine romanische Chorturmkirche mit quadratischem Chor, Ende 19. Jahrhundert neoromanisch überformt. Die Chorturmkirche ist ein verputzter Bruchsteinbau mit quadratischem Chor                                                                                                 | Otterwisch        | Großbuch                | weitere Bilder  | 51° 12′ 2″ N, 12° 38′ 26″ O                             |
| Kirche Flößberg                                                                           | Klassizistische Saalkirche. Schlichtes Bauwerk mit Ausstattung. Kirchhof mit Grabmal Mitte 19. Jh., Gefallenendenkmal Erster Weltkrieg und Grabmal | Frohburg          | Flößberg                | weitere Bilder  | 51° 7′ 22″ N, 12° 35′ 13″ O                             |
| Kirche (mit Ausstattung), Kirchhof mit Grabmalen und Einfriedung Fremdiswalde -           | Spätromanische Chorturmkirche, verputzter Bruchsteinbau, eingezogener Chorturm mit Apsis, Saalbau mit Eingangsanbau, Turm mit Satteldach, Chor | Grimma            | Fremdiswalde            | weitere Bilder  | 51° 17′ 48″ N, 12° 50′ 39″ O                            |
| Kirche Lauterbach (Bad Lausick)                                                           | Im Kern romanische Chorturmkirche, durch barocken Umbau geprägt, markanter Turm mit Welscher Haube. Maria-Magdalenen-Kirche (?), romanische Saalkirche mit Chor und Apsis | Bad Lausick       | Lauterbach              | weitere Bilder  | 51° 10′ 28″ N, 12° 37′ 22″ O                            |
| Dorfkirche Erdmannshain                                                                   | Kleine romanische Saalkirche mit großem Dachreiter, ursprünglich vermutlich Chorturmkirche mit Apsis, verputzter Bruchsteinbau, Chor und Apsis nachträglich bis zur Saalhöhe erhöht.                                                                                           | Naunhof           | Erdmannshain            | weitere Bilder  | 51° 17′ 13″ N, 12° 34′ 38″ O                            |
| Dorfkirche Zschorna                                                                       | Kirche Saalbau mit polygonalem Chorschluss und Westturm, im Kern ein mittelalterlicher Sakralbau. Emporensaal, im Kern gotisch, Turm mit oktogonalem Obergeschoss von 1841, geprägt von späteren Einbauten                                                                     | Lossatal          | Zschorna                | weitere bilder  | 51° 23′ 30″ N, 12° 48′ 26″ O                            |
| Kirche Trages                                                                             | Barocke Saalkirche mit polygonalem Chor und Westturm. Kirche: Saalbau mit Westturm, Putzbau mit Porphyrgliederungen, Porphyrsockel, Dach mit Fledermausgauben, Porphyrportal.                                                                                                  | Kitzscher         | Trages                  | weitere Bilder  | 51° 11′ 32″ N, 12° 31′ 38″ O                            |
| St. Petri (Ragewitz)                                                                      | Markanter Kirchenbau, Saalkirche mit eingezogenem polygonalem Chor und hohem Westturm, im Rundbogenstil des 19. Jahrhunderts, ortsbildprägende, einschiffige romanische Kirche.                                                                                                | Grimma            | Ragewitz                | weitere Bilder  | 51° 14′ 1″ N, 12° 51′ 14″ O                             |
| Kirche Rohrbach (Belgershain)                                                             | Gelber Klinkerbau, neoromanische Saalkirche mit eingezogenem Chor und Westturm, Architekt: Theodor Quentin | Belgershain       | Rohrbach                | weitere Bilder  | 51° 12′ 48″ N, 12° 33′ 41″ O                            |
| Dorfkirche Syhra                                                                          | Spätgotische Saalkirche mit Dachreiter, auf dem Kirchhof und im Kircheninnern historisch bemerkenswerte Grabmäler der Familie von Einsiedel. Altar von Mathias Krodel d. Ä. | Geithain          | Syhra                   | weitere Bilder  | 51° 2′ 18″ N, 12° 38′ 47″ O                             |
| Kirche Ammelshain                                                                         | Romanische Chorturmkirche, barock überformt, verputzter Bruchsteinbau, eingezogener mächtiger Chorturm über quadratischem Grundriss, Anbauten im Norden und Süden | Naunhof           | Ammelshain              | weitere Bilder  | 51° 17′ 40″ N, 12° 38′ 10″ O                            |
| Kirche Auligk                                                                             | Schlichter Putzbau unter Verwendung eines romanischen Chorturmjochs, Chorfenster spitzbogig, im Kern 15. Jh., Saalkirche 1668–71 umgestaltet | Groitzsch         | Auligk                  | weitere Bilder  | 51° 6′ 25″ N, 12° 14′ 10″ O                             |
| Kirche Beiersdorf (Grimma)                                                                | Anstelle eines romanischen Vorgängers 1886/87 nach Plan von Christian Gottfried Schramm erbaute neugotische Saalkirche. Ziegelbau mit eingezogenem Chor, Turm an der Südseite des Chores.                                                                                      | Grimma            | Beiersdorf              | weitere Bilder  | 51° 15′ 39″ N, 12° 41′ 13″ O                            |
| Kirche Bernbruch (Grimma)                                                                 | Romanische Chorturmkirche, mit Saalanbau von 1873, dabei Erneuerung des Westturms; im Innern Sakramentsnische, barockisierendes Altarretabel, romanischer Taufstein | Grimma            | Bernbruch               | weitere Bilder  | 51° 11′ 0″ N, 12° 39′ 35″ O                             |
| Kirche Borsdorf                                                                           | Saalbau in traditionellen Formen, asymmetrisch eingefügter Glockenturm, Architekt: Fritz Ziel, Leipzig. Putzbau mit Kunststeinelementen, Satteldach | Borsdorf          | Borsdorf                | weitere Bilder  | 51° 20′ 37″ N, 12° 32′ 26″ O                            |
| Kirche Burkartshain                                                                       | Im Kern 13. Jh., mehrfach umgestaltet (1693 Kirche, 1761 Kirchturm, barocke Ausstattung) | Wurzen            | Kühren-Burkartshain     | weitere Bilder  | 51° 19′ 41″ N, 12° 48′ 18″ O                            |
| Kirche Dürrweitzschen (Grimma)                                                            | Saalkirche (mit Ausstattung) und Westturm; Grabmal auf dem Kirchhof, im Rundbogenstil des 19. Jahrhunderts, baugeschichtlich, ortsgeschichtlich und ortsbildprägend von Bedeutung                                                                                              | Grimma            | Grimma                  | weitere Bilder  | 51° 12′ 21″ N, 12° 51′ 46″ O                            |
| Kirche Frankenheim                                                                        | Im Kern spätromanische Saalkirche um 1285, Nord- und Südwand des Saals erhalten, nach Abbruch von Chor und Apsis Neubau von 1513, barocker Umbau 1737/38, Putzbau mit dreiseitigem Chorschluss, querrechteckiger Westturm mit Walmdach                                         | Markranstädt      | Frankenheim             | weitere Bilder  | 51° 20′ 21″ N, 12° 14′ 0″ O                             |
| Kirche Gerichshain                                                                        | Barocke Saalkirche mit polygonalem Chorschluss, Turm über quadratischem Grundriss, oktogonaler Aufsatz und Haube, Trampeli-Orgel | Machern           | Gerichshain             | weitere Bilder  | 51° 21′ 20″ N, 12° 34′ 59″ O                            |
| Kirche Großlehna                                                                          | Im Kern spätromanische Saalkirche des 13. Jh. mit spätgot. Choranbau, Rest. 1994. Bruchsteinbau mit mächtigem Westturm, Chorschluss mit Maßwerkfenstern, Altar 1658, Renaissancekanzel, Kreutzbach-Orgel 1843                                                                  | Markranstädt      | Großlehna               | weitere Bilder  | 51° 18′ 10″ N, 12° 9′ 51″ O                             |
| Kirche Großstädteln                                                                       | Neugotische Kirche über kreuzförmigem Grundriss 1880, Rest. 1992 (Turm, Innenerneuerung), Putzbau mit gestrecktem Chor | Markkleeberg      | Großstädteln            | weitere Bilder  | 51° 15′ 37″ N, 12° 22′ 45″ O                            |
| Kirche Großzschepa                                                                        | Kirche (mit Ausstattung), Kirchhof mit Einfriedungsmauer, Rittergutsgrabmal und Denkmal für die Gefallenen des 1. Weltkrieg, einfache Saalkirche mit Westturm, im Kern mittelalterlicher Kirchenbau                                                                            | Lossatal          | Großzschepa             | weitere Bilder  | 51° 24′ 43″ N, 12° 45′ 51″ O                            |
| Kirche Hohendorf (Groitzsch)                                                              | Gotische Kirche mit markantem Westturm, Backstein-Treppengiebel an seitlichem Anbau, historisches Kirchhofsareal mit teils in Naturstein, teils Ziegel ausgeführter Einfriedungsmauer                                                                                          | Groitzsch         | Hohendorf               | weitere Bilder  | 51° 6′ 56″ N, 12° 20′ 13″ O                             |
| Kirche Hohnstädt,                                                                         | Im Kern romanische Chorturmkirche, im 19. Jh. überformt (Turm 1896); Altar, Kanzel und Taufe Mitte 17. Jh., Kreutzbach-Orgel | Grimma            | Hohnstädt               | weitere Bilder  | 51° 15′ 4″ N, 12° 43′ 48″ O                             |
| Kirche Neichen                                                                            | Romanische Chorturmkirche mit gotischem Chor, barockem Turm und mit reicher Ausstattung, Gefallenendenkmal in neoromanischer Formensprache. Kirche: Putzfassade, saniert. | Trebsen/Mulde     | Neichen                 | weitere Bilder  | 51° 17′ 29″ N, 12° 46′ 14″ O                            |
| Kirche Panitzsch                                                                          | Ursprünglich romanische Saalkirche, 1703 barockisiert und mit barockem Altar ausgestattet, Orgel von J.C. Flemming 1757 | Borsdorf          | Panitzsch               | weitere Bilder  | 51° 21′ 55″ N, 12° 32′ 6″ O                             |
| Kirche Polenz                                                                             | Vermutlich romanische Saalkirche, 1722/25 eingreifend umgebaut, mehrfach restauriert, Abbruch des achteckigen Turmaufsatzes 1970. Barocker Kanzelaltar aus Pulgar 1984 hier aufgestellt.                                                                                       | Brandis           | Polenz                  | weitere Bilder  | 51° 19′ 6″ N, 12° 38′ 35″ O                             |
| Kirche Quesitz                                                                            | Einfache Saalkirche von 1751/52, beschädigt durch Brand 1879, Restaurierung um 1960/70 und 1995. Schlichter Kanzelaltar 1788, gefasster Taufstein 1515, Orgel 1819. | Markranstädt      | Quesitz                 | weitere Bilder  | 51° 17′ 26″ N, 12° 11′ 58″ O                            |
| Kirche Schkeitbar                                                                         | Barocke Saalkirche 1741/42, doppelte Empore, Orgel von 1788, barocker Altar | Markranstädt      | Schkeitbar              | weitere Bilder  | 51° 15′ 18″ N, 12° 13′ 17″ O                            |
| Kirche St. Leonhardi (Großstorkwitz)                                                      | In der alten Ortslage Maschwitz, eine im Kern romanische einschiffige Chorturmkirche, barock überformt, der Chorturm hat einen Fünfachtelschluss | Pegau             | Großstorkwitz           | weitere Bilder  | 51° 11′ 20″ N, 12° 15′ 36″ O                            |
| St. Nikolaus (Röcknitz)                                                                   | Alte Ortslage Treben, im Kern romanische Chorturmkirche, Chor spätgotisch erneuert, gesamte Kirche barock überformt, verputzter Bruchsteinbau | Thallwitz         | Röcknitz                | weitere Bilder  | 51° 27′ 14″ N, 12° 46′ 56″ O                            |
| St. Peter und Paul (Markkleeberg)                                                         | Katholische Kirche in der sächsischen Stadt Markkleeberg, Neubau 2000/2001 | Markkleeberg      | Oetzsch                 | weitere Bilder  | 51° 16′ 57″ N, 12° 22′ 11″ O                            |
| Kirche Steinbach (Bad Lausick)                                                            | Saalbau mit dreiseitigem Chorschluss und Westturm, barocker Kirchenbau, im Kern älter, Saalbau mit dreiseitigem Schluss, querrechteckiger Westturm mit oktogonalem Abschluss                                                                                                   | Bad Lausick       | Steinbach               | weitere Bilder  | 51° 10′ 10″ N, 12° 35′ 56″ O                            |
| Kirche Thallwitz                                                                          | Im Kern 15. Jh., 1896 umfangreicher Umbau nach Plan von Oswald Haenel | Thallwitz         | Thallwitz               | weitere Bilder  | 51° 26′ 0″ N, 12° 40′ 50″ O                             |
| Kirche Zschadraß                                                                          | 1894/95 als Anstaltskirche für die Heilanstalt Zschadraß erbaut, Backsteinbau. Seit 1976 wegen Einsturzgefahr gesperrt, zwischen 2007 und 2012 wiederhergestellt und als Raum der Stille genutzt                                                                               | Colditz           | Zschadraß               | weitere Bilder  | 51° 8′ 14″ N, 12° 49′ 7″ O                              |
| Kirche Zweenfurth                                                                         | Saalbau, im Kern romanische Chorturmkirche, Turm mit barockem Aufsatz, Schiff in den Formen der frühen Neogotik, ortsgeschichtliche, kirchengeschichtliche, baugeschichtliche, künstlerische und städtebauliche Bedeutung. Turm vor 1751 aufgestockt                           | Borsdorf          | Zweenfurth              | weitere Bilder  | 51° 20′ 7″ N, 12° 32′ 45″ O                             |
| St. Martin Elstertrebnitz                                                                 | Bedeutender klassizistisch wirkender Kirchenbau im Rundbogenstil des 19. Jahrhunderts, dem ein Entwurf Schinkels zugrunde liegt, Klassizistischer Neubau | Elstertrebnitz    | Elstertrebnitz          | weitere Bilder  | 51° 9′ 12″ N, 12° 14′ 32″ O                             |
| Kirche Audigast                                                                           | Im Kern mittelalterliche Chorturmkirche, barock überformt, polygonaler gotischer Chor 2. Hälfte 15. Jh., 1680–1685 barockisiert, Chorturm mit romanischem Unterbau | Groitzsch         | Audigast                | weitere Bilder  | 51° 10′ 24″ N, 12° 17′ 12″ O                            |
| Kirche Niedergräfenhain                                                                   | Im Kern romanische Chorturmkirche, Anf. 16. Jh. umgebaut, beachtlicher spätgot. Schnitzaltar | Geithain          | Niedergräfenhain        | weitere Bilder  | 51° 3′ 21″ N, 12° 38′ 59″ O                             |
| Kirche Trautzschen                                                                        | Barock überformte spätgotische Dorfkirche mit ortsbildprägender origineller Turmhaube. Gotische Kirche mit barocken Überformungen und Ausstattung | Elstertrebnitz    | Trautzschen             | weitere Bilder  | 51° 8′ 51″ N, 12° 14′ 28″ O                             |
| Kirche Werben (Pegau)                                                                     | Ein neoromanisches Kirchenschiff als Emporenhalle, der Grundriss die ältere Substanz einschließend, beispielsweise der romanische Ostturm mit Rundbogenfenstern | Pegau             | Werben (Pegau)          | weitere Bilder  | 51° 11′ 43″ N, 12° 13′ 32″ O                            |
| St. Michael (Frohburg)                                                                    | Dreischiffige gotische Hallenkirche mit quadratischem Westturm, Nach Brand 1670 erneuert, 1877 umfassende Renovierung, Kirchhof 1898 aufgelassen. | Frohburg          | Frohburg                | weitere Bilder  | 51° 3′ 21″ N, 12° 33′ 23″ O                             |
| Kirche Nischwitz (Thallwitz)                                                              | Barocke Kirche mit Westturm, im Kern mittelalterlich, verputzter Massivbau, querrechteckiger Westturm, Korbbogenfenster, Satteldach, Turm-Pyramidendach, 2024 umgewidmet zur Kulturkirche                                                                                      | Thallwitz         | Nischwitz               | weitere Bilder  | 51° 23′ 31″ N, 12° 42′ 24″ O                            |
| Kirche Neukirchen (Borna)                                                                 | Kirche im Kern romanischer Saalbau, spätgotischer Chor, Dachreiter, an der Südseite Kriegerdenkmal in Rochlitzer Porphyrtuff, Kirchhofmauer in Bruchstein, teils verputzt | Borna             | Neukirchen (Borna)      | weitere Bilder  | 51° 5′ 0″ N, 12° 31′ 44″ O                              |
| Kirche Frauendorf (Frohburg)                                                              | Mittelalterliche Chorturmkirche mit markantem spitzem Dachreiter, Turm und Saal 14. Jh., Erweiterung nach Osten 15. Jh.; im Westen Vorhalle 1899. | Frohburg          | Frauendorf              | weitere Bilder  | 51° 4′ 24″ N, 12° 37′ 40″ O                             |
| St. Martin (Großsteinberg)                                                                | Einfache, im Kern romanische Chorturmkirche 2. H. 13. Jh., Chorturm mit spitzbogigen gekuppelten Fenstern, spätgotische Sakramentsnische, Orgel Conrad Geißler 1874 | Parthenstein      | Großsteinberg           | weitere Bilder  | 51° 15′ 9″ N, 12° 38′ 16″ O                             |
| Klosterkirche Grimma                                                                      | Um 1435 entstandene schlichte gotische Saalkirche der Augustiner-Eremiten, wohl Predigtort Luthers | Grimma            | Grimma                  | weitere Bilder  | 51° 14′ 6″ N, 12° 43′ 49″ O                             |
| Kreuzkirche (Störmthal)                                                                   | Im Kern gotische, 1667/68 barockisierte Saalkirche in Störmthal, Orgel von Zacharias Hildebrandt 1723 | Großpösna         | Störmthal               | weitere Bilder  | 51° 14′ 51″ N, 12° 28′ 17″ O                            |
| Kunigundenkirche (Borna)                                                                  | Bedeutende romanische Basilika aus Backstein, Wandmalereien in der Hauptapsis freigelegt, spätgotischer Altar | Borna             | Borna                   | weitere Bilder  | 51° 7′ 23″ N, 12° 30′ 11″ O                             |
| Laurentiuskirche Zwenkau                                                                  | Im Kern spätgotische Saalkirche, nach Brand 1712–1727 neu erbaut, querschiffartiger Anbau 1892 durch Theodor Quentin | Zwenkau           | Zwenkau                 | weitere Bilder  | 51° 19′ 31″ N, 12° 30′ 11″ O                            |
| Lutherkirche Großpösna                                                                    | Spätromanische Chorturmkirche um 1200, Chorgewölbe spätgotisch, Rest. 1988/92. Chor mit spätgot. Netzgewölbe. Orgel um 1830. | Großpösna         | Großpösna               | weitere Bilder  | 51° 16′ 14″ N, 12° 30′ 1″ O                             |
| Lutherkirche (Costewitz)                                                                  | Alte Ortslage Costewitz, mittelalterliche Saalkirche mit querrechteckigem Westturm. Im 19. Jahrhundert stark überformter Bau, möglicherweise mit romanischen und gotischen Resten.                                                                                             | Elstertrebnitz    | Costewitz               | weitere Bilder  | 51° 8′ 35″ N, 12° 13′ 54″ O                             |
| Maria Hilfe der Christen                                                                  | Katholische Kirche in Markranstädt, erbaut 1895/96, seit 2022 entwidmet | Markranstädt      | Markranstädt            |                 | 51° 17′ 58″ N, 12° 13′ 19″ O                            |
| Marienkirche (Rötha)                                                                      | Kirchengeschichtlich, ortsgeschichtlich, baugeschichtlich, künstlerisch und städtebaulich von Bedeutung. Spätgotischer Saalbau, ursprünglich Wallfahrtskirche, Bruchstein, verputzt, 5/8-Chor, hohes Satteldach.                                                               | Rötha             | Rötha                   | weitere Bilder  | 51° 11′ 44″ N, 12° 24′ 43″ O                            |
| Martin-Luther-Kirche (Markkleeberg)                                                       | Barocke Kirche 1717/18 mit dreiseitigem Schluss und Westturm, 1902/03 umgebaut | Markkleeberg      | Gautzsch                | weitere Bilder  | 51° 16′ 47″ N, 12° 21′ 25″ O                            |
| Martin-Luther-Kirche (Böhlitz)                                                            | Saalkirche von 1790, Rest. 1992/93, Putzbau mit Ostschluss und Satteldach, Kanzelaltar 1. V. 19. Jh., Orgel von J. E. Schweinefleisch 1770/71 | Thallwitz         | Böhlitz                 | weitere Bilder  | 51° 26′ 27″ N, 12° 45′ 0″ O                             |
| Pesthäuschen (Wurzen)                                                                     | Einzeldenkmal in Parkanlage von Alter Friedhof in Wurzen: barockes Häuschen als Baldachinanlage mit Kruzifixus und Inschrifttafeln (errichtet neben ehemaliger Heilig-Geist-Kirche - 1976 abgebrochen)                                                                         | Landkreis Leipzig | Wurzen                  | weitere Bilder  | 51° 21′ 58″ N, 12° 44′ 12″ O                            |
| Peterskirche (Püchau)                                                                     | Auf hohem Bergsporn errichtete, weithin sichtbare Kirche, die das Ortsbild prägt, im Rundbogenstil des 19. Jahrhunderts, der ältere Turm aus barocker Zeit, polygonaler Chorschluss, von Silbermann-Orgel nur Prospekt (verändert) erhalten                                    | Machern           | Püchau                  | weitere Bilder  | 51° 23′ 58″ N, 12° 39′ 5″ O                             |
| St. Marien (Wickershain)                                                                  | Alte Ortslage Wickershain, ursprünglich romanische Chorturmkirche, gotischer Neubau. Breiter Chorturm mit gekuppelten Bogenfenstern und Dachreiter, Chor und Schiff gotisch erneuert                                                                                           | Geithain          | Wickershain             | weitere Bilder  | 51° 3′ 0″ N, 12° 42′ 20″ O                              |
| Nikolaikirche Colditz                                                                     | Im 16. Jh. Nikolaikirchhof vom Amt Colditz zum Begräbnisplatz erklärt, seit 1567 Gottesacker für die gesamte Colditzer Kirchgemeinde, Friedhofskirche seit 1567, im Kern roman. Saalkirche, nach Zerstörung 1638 Wiederaufbau. Bruchsteinbau mit Sandsteingliederungen         | Colditz           | Colditz                 | Bild gesucht BW | 51° 7′ 33″ N, 12° 48′ 16″ O                             |
| St. Annenkirche Prießnitz                                                                 | Gotischer Kirchenbau mit Renaissance-Ausstattung, Kirchhofstor mit Sitznischenportal der Renaissancezeit Kirche: an der Ostseite eingemauertes Sitznischenportal mit Beschlagwerk                                                                                              | Frohburg          | Prießnitz               | weitere Bilder  | 51° 6′ 8″ N, 12° 36′ 36″ O                              |
| St. Gangolf (Kohren)                                                                      | Einheitlich wirkende, spätromanische Kirche A. 13. Jh., 1878/79 restauriert, dreischiffige Stufenhalle mit einschiffigem Chor und polygonaler Apsis | Frohburg          | Kohren                  | weitere Bilder  | 51° 1′ 11″ N, 12° 36′ 12″ O                             |
| St. Laurentius (Pegau)                                                                    | Große spätgotische Hallenkirche, der Kirchturm ist barock überformt. Die dreischiffige Hallenkirche mit Westbau und 5/8-Schluss | Pegau             | Pegau                   | weitere Bilder  | 51° 10′ 0″ N, 12° 15′ 12″ O                             |
| St. Laurentius (Leulitz)                                                                  | Große spätgotische Saalkirche mit polygonalem Chor und massigem, barocken Westturm. Kirche: Massivbau (Bruchstein) zum Teil verputzt, Saalkirche mit polygonalem Chorschluss                                                                                                   | Bennewitz         | Leulitz                 | weitere Bilder  | 51° 20′ 7″ N, 12° 40′ 13″ O                             |
| St. Laurentius (Markranstädt)                                                             | Kirchengebäude in Markranstädt, spätgotische Saalkirche 1518–1525 mit Turm und polygonalem Schluss, gemalter Flügelaltar 1569 | Markranstädt      | Markranstädt            | weitere Bilder  | 51° 18′ 6″ N, 12° 13′ 16″ O                             |
| St. Laurentius (Kahnsdorf-Zöpen)                                                          | Gotische Saalkirche um 1500 mit eingezogenem polygonalem Chor und Westturm, Kirchturm barock überformt | Neukieritzsch     | Zöpen                   | weitere Bilder  | 51° 9′ 54″ N, 12° 26′ 11″ O                             |
| St. Martin (Etzoldshain)                                                                  | Romanische Saalkirche mit Dachreiter von 1801, Bruchstein, verputzt. Am Schiff zwei romanische Fensteröffnungen, spätgotischer Choranbau mit Strebepfeilern und einfachen Maßwerkfenstern, neogotisches Westportal 1892, stammt von umfassender Erneuerung durch Julius Zeißig | Bad Lausick       | Etzoldshain             | weitere Bilder  | 51° 9′ 36″ N, 12° 39′ 56″ O                             |
| St. Martin (Nerchau)                                                                      | Ursprünglich mittelalterliche Chorturmkirche mit polygonalem Chorschluss, barocker Turmaufsatz mit Haube 18. Jh., westlicher Anbau am Kirchenschiff 1873 | Grimma            | Nerchau                 | weitere Bilder  | 51° 16′ 4″ N, 12° 47′ 5″ O                              |
| St. Nikolai (Geithain)                                                                    | Spätgotische Hallenkirche mit romanischem Westbau, anstelle vorgesehener Einwölbung bemalte Felderdecke 17. Jh. | Geithain          | Geithain                | weitere Bilder  | 51° 3′ 15″ N, 12° 41′ 21″ O                             |
| St. Stephanus (Wyhra)                                                                     | Turmlose gotische Saalkirche von 1494, Anstelle der urspr. geplanten Gewölbe im Saal Flachdecke, wertvoller Schnitzaltar 2. H. 15. Jh. | Borna             | Wyhra                   | weitere Bilder  | 51° 4′ 48″ N, 12° 30′ 48″ O                             |
| St. Trinitatis (Grimma)                                                                   | Kirchengebäude in Grimma; im Rundbogenstil des 19. Jahrhunderts erbaute katholische Kirchen- und Schulgebäude, Mittelbau mit Dachreiter, im Innern wertvolles barockes Gemälde, bau- und ortsgeschichtlich sowie künstlerisch von Bedeutung                                    | Grimma            | Grimma                  | weitere Bilder  | 51° 14′ 11″ N, 12° 43′ 37″ O                            |
| St. Ägidien (Colditz)                                                                     | Neubau nach Brand 1429 unter Verwendung von Turm und Chor, Altar der Cranachschule 1598 | Colditz           | Colditz                 | weitere Bilder  | 51° 7′ 47″ N, 12° 48′ 28″ O                             |
| St.-Kilian-Kirche                                                                         | Im Kern romanische Basilika mit Vierungsturm, mit bedeutender Silbermann-Trampeli-Orgel 1722/1791, Flügelaltar | Bad Lausick       | Bad Lausick             | weitere Bilder  | 51° 8′ 41″ N, 12° 38′ 27″ O                             |
| Stadtkirche Borna                                                                         | Beachtliche spätgotische Hallenkirche mit einschiffigem Chor (1434), mit Maßwerkgewölbe im Mittelschiff; Wirkungsstätte Luthers | Borna             | Borna                   | weitere Bilder  | 51° 7′ 30″ N, 12° 29′ 52″ O                             |
| Stadtkirche Brandis                                                                       | Im Kern romanische Chorturmkirche, gotisch und barock umgebaut und erweitert, Orgel IIP/16 im Kern von Christoph Donat 1705, mehrfach verändert | Brandis           | Brandis                 | weitere Bilder  | 51° 20′ 4″ N, 12° 36′ 37″ O                             |
| Stadtkirche Naunhof                                                                       | Spätgotische Saalkirche, nach Brand 1719–24 erneuert unter Verwendung von Chor und Umfassungsmauern des alten Bauwerks wieder aufgebaut. Innen flachgedeckt, barocker Altar, Empire-Taufe                                                                                      | Naunhof           | Naunhof                 | weitere Bilder  | 51° 16′ 44″ N, 12° 35′ 17″ O                            |
| Stadtkirche St. Wenceslai                                                                 | Spätgotische Hallenkirche mit eingezogenem polygonalem Chor und ortsbildprägendem Westturm, Schiff innen flachgedeckt, Chor vom Schiff abgetrennt | Wurzen            | Wurzen                  | weitere Bilder  | 51° 22′ 3″ N, 12° 44′ 6″ O                              |
| Stadtkirche Trebsen/Mulde                                                                 | Im Kern gotische Saalkirche mit polygonalem Schluss, Innenausbau mit Flachdecke nach 1700 | Trebsen/Mulde     | Trebsen                 | weitere Bilder  | 51° 17′ 21″ N, 12° 45′ 20″ O                            |
| Stadtturm Turmplatz                                                                       | Romanischer Turm, ursprünglich Westturm der ehemaligen Stadtkirche St. Ägidien, romanischer Backsteinbau mit barockem Fachwerkaufsatz, bedeutendes stadtgeschichtliches Zeugnis, eines der Wahrzeichen von Groitzsch                                                           | Groitzsch         | Groitzsch               |                 | 51° 9′ 26″ N, 12° 16′ 42″ O                             |
| Steinkreuz An der Hauptstraße 13 (gegenüber)                                              | Ein Sühnekreuz mit eingeritztem Schwert, geschichtlich von Bedeutung. In der Dorfmitte gegenüber der Kirche aufgestellt. | Frohburg          | Jahnshain               |                 | 50° 59′ 44″ N, 12° 38′ 33″ O                            |
| Ursulakapelle                                                                             | Kleine Saalkirche, 1538 erwähnt, heutiger Bau wohl 17. Jh. Putzbau über fast quadratischem Grundriss, hohes Krüppelwalmdach mit Dachreiter. | Bennewitz         | Schmölen                | weitere Bilder  | 51° 21′ 1″ N, 12° 43′ 32″ O                             |
| Wehrkirche Pomßen                                                                         | Im Kern romanische Saalkirche (im Kern 13. Jh.), mehrfach umgebaut, mit ältester spielbarer Orgel (1671) im Land Sachsen | Parthenstein      | Pomßen                  | weitere Bilder  | 51° 14′ 20″ N, 12° 36′ 48″ O                            |
| Wiprechtskirche Eula                                                                      | Im Kern romanische Saalkirche, urspr. zusammen mit Befestigungsanlage erbaut. Gegen 1500 Chor erbaut und Saal umgebaut. Verputzter Bruchsteinbau mit Porphyreckquadern, flachgedeckter Emporensaal, Kreutzbach-Orgel 1855.                                                     | Borna             | Eula                    | weitere Bilder  | 51° 9′ 4″ N, 12° 30′ 50″ O                              |
| Zum Guten Hirten (Naunhof)                                                                | Katholischer Kirchenneubau 2001 mit separatem Glockenträger | Naunhof           | Naunhof                 | weitere Bilder  | 51° 16′ 32″ N, 12° 35′ 47″ O                            |
| Johanniskirche Altenhain (Trebsen)                                                        | Kirche (mit Ausstattung), Kirchhof mit Einfriedung, Leichenhaus, Denkmal für die Gefallenen des 1. Weltkrieges und Grabmälern; barocke Saalkirche mit eingestelltem quadratischem Turm im Rundbogenstil des 19. Jahrhunderts, Grabmale auf dem Kirchhof                        | Trebsen/Mulde     | Altenhain               | weitere Bilder  | 51° 17′ 33″ N, 12° 41′ 50″ O                            |
| St. Nikolai (Machern)                                                                     | Im Kern spätgotischer Neubau, Chor mit Sterngewölbe 1430, Langhaus 1490, barocker Turm 1753, beachtlicher spätgot. Schnitzaltar | Machern           | Machern                 | weitere Bilder  | 51° 21′ 40″ N, 12° 37′ 38″ O                            |
| Stadtkirche Mutzschen                                                                     | Im Kern romanische Chorturmkirche, nach Brand 1681 wiederaufgebaut, Chor 1938 teileingestürzt. Verputzter Bruchsteinbau, spätgotische Chorerweiterung mit 3/8-Schluss | Grimma            | Mutzschen               | weitere Bilder  | 51° 15′ 39″ N, 12° 53′ 12″ O                            |

## Ehemalige Kirchen
| Artikel                             | Beschreibung | Gemeinde         | Ort        | Bild           | Koordinaten                  |
| ----------------------------------- | --- | ---------------- | ---------- | -------------- | ---------------------------- |
| Kirchenruine Wachau                 | Neugotischer Neubau 1867 von Constantin Lipsius, nach Kriegszerstörung Ruine, nach Sicherung 1996 teilweise wieder für Gottesdienste genutzt. | Markkleeberg     | Wachau     | weitere Bilder | 51° 16′ 31″ N, 12° 25′ 49″ O |
| Kirchenruine Zöbigker               | Kirchenruine, Barockbau 1726, nach Brand von 1942 Ruine                                                                                       | Markkleeberg     | Zöbigker   | weitere Bilder | 51° 15′ 55″ N, 12° 21′ 0″ O  |
| Kirche Blumroda                     | Ehemalige Kirche in Blumroda, 1957 devastiert                                                                                                 | Wyhratal         | Blumroda   |                |                              |
| Kirche Stöntzsch                    | Im Jahr 1963 devastierte Kirche, historische Orgel jetzt in der Stadtkirche Hohnstein                                                         | Pegau            | Stöntzsch  |                |                              |
| St.-Nikolai-Kirche (Grimma)         | Ehemaliges Kirchengebäude in Grimma, 13. Jh. erbaut, 1888 abgerissen                                                                          | Grimma           | Grimma     | weitere Bilder | 51° 14′ 16″ N, 12° 43′ 39″ O |
| Kirche Kreudnitz                    | Ehemaliges Kirchengebäude in Kreudnitz, 1969 bergbaubedingt devastiert                                                                        | Rötha            | Kreudnitz  |                |                              |
| Kirche St. Peter und Paul (Crobern) | Ehemaliges Kirchengebäude in Cröbern, 1972 devastiert                                                                                         | Markkleeberg     | Cröbern    | weitere Bilder |                              |
| Kirche Magdeborn                    | Ehemaliges Kirchengebäude in Magdeborn, 1980 devastiert                                                                                       | Großpösna        | Magdeborn  |                |                              |
| Kirche Rüben                        | Ehemaliges Kirchengebäude in Rüben (Rötha), devastiert 1957                                                                                   | Rötha            | Rüben      |                |                              |
| Kirche Trachenau                    | Ehemaliges Kirchengebäude in Trachenau, devastiert 1965                                                                                       | Böhlen           | Trachenau  |                |                              |
| Kirche Zehmen                       | ehemaliges Kirchengebäude in Zehmen, 1958 devastiert                                                                                          | Böhlen           | Zehmen     |                |                              |
| Kirche Zeschwitz                    | Ehemaliges Kirchengebäude in Zeschwitz, 1953 devastiert                                                                                       | Böhlen           | Zeschwitz  |                |                              |
| Taborkirche Heuersdorf              | Ehemalige Friedhofskirche, 2010 bergbaubedingt devastiert                                                                                     | Regis-Breitingen | Heuersdorf |                |                              |

## Klöster
| Artikel                          | Beschreibung | Gemeinde | Ort       | Bild           | Koordinaten                  |
| -------------------------------- | --- | -------- | --------- | -------------- | ---------------------------- |
| Antoniterkloster Eicha (Naunhof) | Ehemaliges Kloster, 1523 aufgelöst, von Bauwerken nur Reste erhalten | Naunhof  | Eicha     | weitere Bilder | 51° 17′ 44″ N, 12° 34′ 10″ O |
| Benediktinerkloster Pegau        | Ehemaliges Kloster, nur Kenotaph des Wiprecht von Groitzsch in der Laurentiuskirche erhalten | Pegau    | Pegau     | weitere Bilder | 51° 9′ 57″ N, 12° 15′ 12″ O  |
| Klosterruine Nimbschen           | Durch den Aufenthalt der Katharina von Bora bekannte Reste des ehemaligen Zisterzienserinnenklosters (Umfassungsmauern vom Konventbau und Ostflügel) sowie Brunnen und Reste der Äußeren Klostermauer. Klosterruine: Bruchstein-Mauerwerk, Fenstergewände aus Naturstein. Neuzeitliche neugotische Kapelle. | Grimma   | Nimbschen | weitere Bilder | 51° 12′ 53″ N, 12° 44′ 34″ O |

## Pfarrhäuser
| Artikel | Beschreibung | Gemeinde         | Ort                   | Bild           | Koordinaten                  |
| --- | --- | ---------------- | --------------------- | -------------- | ---------------------------- |
| Ehemaliges Diakonat, heute Pfarrhaus Zwenkau | Putzbau, Bestandteil der historischen Bebauung im Ortskern, ortsgeschichtliche und kirchengeschichtliche Bedeutung. Der zweigeschossige, traufständige Massivbau mit Krüppelwalmdach wurde 1834 errichtet und befindet sich unweit des Marktes.                       | Zwenkau          | Zwenkau               | Bild gesucht   | 51° 13′ 1″ N, 12° 19′ 24″ O  |
| Pfarrhaus Püchau | Ortsbildprägender Bau im Ensemble mit Schloss, Kirche und Pfarrhaus, Bedeutung für Ortsgeschichte und Dokument des sächsischen Forstwesens, schlichter gründerzeitlicher Putzbau mit original erhaltener Ausstattung. zweigeschossig, Kellergeschoss                  | Machern          | Püchau                |                | 51° 23′ 55″ N, 12° 39′ 3″ O  |
| Ehemaliges Pfarrhaus (Umgebinde) und Seitengebäude eines Pfarrhofes Michelwitz 3 | Fachwerkbauten, am Pfarrhaus Thüringer-Leiter-Motiv, auch eingeschossiges Seitengebäude mit strebenreicher Konstruktion, Pfarrhaus Zeugnis der westsächsischen Umgebindehauslandschaft, ortsbildprägende Lage                                                         | Groitzsch        | Michelwitz            |                | 51° 6′ 28″ N, 12° 16′ 59″ O  |
| Ehemaliges Pfarrhaus Michelwitz | Baugeschichtlich und ortsgeschichtlich von Bedeutung, mit Fachwerkobergeschoss und Krüppelwalmdach, Giebelwand durch Breitfenster verändert, Außenseite verputzt. | Frohburg         | Michelwitz            |                | 51° 4′ 23″ N, 12° 37′ 34″ O  |
| Ehemaliges Pfarrhaus Pfarrgasse 9 | Zweigeschossiger Bau mit Holzverkleidung im Obergeschoss, ortsgeschichtliche, baugeschichtliche und kirchengeschichtliche Bedeutung. Nach Sachsens Kirchen-Galerie (6. Bd.) wurde bei dem großen Stadtbrand 1712 auch die Pfarrwohnung in Mitleidenschaft gezogen.    | Zwenkau          | Zwenkau               | Bild gesucht   | 51° 13′ 0″ N, 12° 19′ 21″ O  |
| Ehemaliges Pfarrhaus, Seitengebäude und Einfriedung eines Pfarrhofes Schäferweg 7 | Gebäude mit einfacher Putzgliederung, in ausgezeichnetem Originalzustand, von ortshistorischer Bedeutung Pfarrhaus: zweigeschossiger verputzter Massivbau, originale einfache Putzgliederung, Türgewände in Sandstein, originale Tür, originale Fenster               | Grimma           | Cannewitz             | Bild gesucht   | 51° 16′ 25″ N, 12° 49′ 58″ O |
| Ehemaliges Pfarrhaus, heute Kindergarten Niedergräfenhain 54 | Obergeschoss Fachwerk mit profilierter Schwelle, im Kern barocker Baukörper, ortsgeschichtlich, ortsbildprägend und baugeschichtlich von Bedeutung. Krüppelwalmdach, rundbogiger Eingang mit Porphyrtuff-Rahmung. Vorderer Teil Lehm und verputztes Fachwerk          | Geithain         | Niedergräfenhain      | Bild gesucht   | 51° 3′ 21″ N, 12° 39′ 1″ O   |
| Pfarrhaus der St. Marien-Kirche Wickershain | Zeittypischer Putzbau mit bemerkenswerter gründerzeitlicher Eingangstür in Holz und Schmiedeeisen, baugeschichtlich, ortsgeschichtlich und ortsbildprägend von Bedeutung. Umbau über wahrscheinlich älteren Teilen um 1860/70, Porphyrtuff-Mauerwerk                  | Geithain         | Wickershain           | Bild gesucht   | 51° 3′ 0″ N, 12° 42′ 19″ O   |
| Pfarrhaus Rathendorf 17 | Markante Lage, Pfarrhaus ein Gründerzeitgebäude, Fachwerk-Scheune, Seitengebäude mit seltener Oberlaube, Pfarrhof benachbart der spätromanische Chorturmkirche auf ursprünglich befestigter Anhöhe, von kirchengeschichtlicher, ortsbildprägender Bedeutung           | Geithain         | Rathendorf            |                | 51° 0′ 13″ N, 12° 40′ 45″ O  |
| Kirchhof St. Nikolai (Geithain): Kirche (mit Ausstattung), Kirchhofsmauer, Grabmale und Sühnekreuz | Sakralbau in hohem Maße ortsbildprägend, spätgotische Hallenkirche mit spätromanischen Westtürmen, im Innern nicht gewölbt, sondern mit bemalter Flachdecke, Grabmale von Renaissance bis Klassizismus, Sühnekreuz wohl mittelalterlich                               | Geithain         | Geithain              | weitere Bilder | 51° 3′ 16″ N, 12° 41′ 23″ O  |
| Hauptstraße 31 (Pomßen) | Pfarrhaus, zwei Seitengebäude, Einfriedung und Toranlage eines Pfarrhofes mit Segmentbogenportal, bau- und ortsgeschichtlich von Bedeutung. zweigeschossig, mit tonnengewölbtem Keller, Erdgeschoss massiv aus Bruchstein                                             | Parthenstein     | Pomßen                | weitere Bilder | 51° 14′ 19″ N, 12° 36′ 47″ O |
| Kantorat, Seitengebäude und Einfriedung Alte Kirchstraße 7 | Schlichter Putzbau mit Porphyrtuffelementen, Nebengebäude teils massiv, teils Fachwerk, ortsgeschichtliche, baugeschichtliche und kirchengeschichtliche Bedeutung. Kantorat: zweigeschossig, massiv, Satteldach mit Fledermausgaube, Fenster- und Türgewände          | Grimma           | Großbothen            |                | 51° 11′ 23″ N, 12° 44′ 52″ O |
| Kantorat Kirchberg 13 | Putzbau mit Segmentbogenportal und Fachwerkgiebel, ortsbildcharakterisierendes Gebäude mit Dokumentationswert, malerische Lage an der Zuwegung zum Pfarrhaus, als Kantorat ortsgeschichtlich von Interesse zweigeschossig, vier Achsen, Putzfassade                   | Grimma           | Döben                 | weitere Bilder | 51° 14′ 24″ N, 12° 45′ 50″ O |
| Nicolaistraße 1; 3, Grimma | Kath. Kirchsaal und Pfarrhaus in Grimma; offene Bebauung, zeittypischer Putzfassade, erbaut als katholisches Kirchen- und Schulgebäude im Rundbogenstil des 19. Jh., bau- und ortsgeschichtlich von Bedeutung                                                         | Grimma           | Grimma                | weitere Bilder | 51° 14′ 10″ N, 12° 43′ 37″ O |
| Kath. Kirche und daran angebautes Pfarrhaus Krakauer Straße 40 | Kirche: roter und gelber Klinkerbau mit kleinem Dachreiter, Pfarrhaus gründerzeitlicher Klinkerbau, Kirche im Rundbogenstil des 19. Jahrhunderts, im Innern überformt, baugeschichtlich und ortsgeschichtlich von Bedeutung                                           | Markranstädt     | Markranstädt          | Bild gesucht   | 51° 17′ 58″ N, 12° 13′ 20″ O |
| Kirchplatz 1, Brandis | Pfarrhaus, seitliche Einfriedung und Torbogen einfacher Putzbau mit hohem Walmdach, schöne Hauseingangstür, im Obergeschoss geohrte Holzfenstergewände, von baugeschichtlicher und ortshistorischer Bedeutung                                                         | Brandis          | Brandis               | weitere Bilder | 51° 20′ 3″ N, 12° 36′ 38″ O  |
| Pfarrhof Nerchau | Kulturdenkmal in Sachsen: Pfarrhof in Nerchau, bestehend aus Pfarrhaus, Seitengebäude, Pfarrscheune, Toreinfahrt und Einfriedung; Pfarrhof als wichtiger Teil der historisch bedeutenden Kirchbergbebauung, orts- und kirchengeschichtliche Bedeutung                 | Grimma           | Nerchau               | weitere Bilder | 51° 16′ 5″ N, 12° 47′ 7″ O   |
| Pfarrhaus Großzschepa | Ehemaliges Pfarrhaus in Großzschepa, mit Vorgarten und Einfriedung; stattlicher Putzbau mit Krüppelwalmdach, ortsgeschichtliche Bedeutung. zweigeschossig, Bruchstein- und Ziegelmauerwerk, verputzt, Krüppelwalmdach                                                 | Lossatal         | Großzschepa           | weitere Bilder | 51° 24′ 42″ N, 12° 45′ 49″ O |
| Pfarrhaus Altenhain | Pfarrhaus mit Einfriedung in Altenhain (Trebsen); gut gegliederte gründerzeitliche Putzfassade, städtebaulich unverzichtbar im Ensemble mit Kirche und Kirchhof, ortsgeschichtlicher Wert                                                                             | Trebsen/Mulde    | Altenhain             | weitere Bilder | 51° 17′ 32″ N, 12° 41′ 49″ O |
| Pfarr- und Gemeindehaus Borna | Putzbau mit Natursteinelementen und Walmdach, Geburtshaus des liberalen Politikers Wilhelm Külz (1875–1948, Inschrifttafel), Fachwerkanbau, ortsgeschichtliche, kirchengeschichtliche und personengeschichtliche Bedeutung. Zwei Geschosse, 7:2 Achsen                | Borna            | Borna                 | Bild gesucht   | 51° 7′ 31″ N, 12° 29′ 53″ O  |
| Pfarrgasse 5 (Trebsen) | Pfarrhaus, im Ortsbild auffallender Baukörper mit großem Walmdach, Obergeschoss zum Teil in Fachwerk, Sitznischenportal der Renaissance, gegenüber der Kirche gelegen, ortshistorisch und baugeschichtlich bedeutsam                                                  | Trebsen/Mulde    | Trebsen/Mulde         | weitere Bilder | 51° 17′ 19″ N, 12° 45′ 21″ O |
| Pfarrhaus (Doppelhaus) mit Garten und Einfriedung Domplatz 9; 10 | Gründerzeitgebäude mit Seitenrisaliten, Fassade in gelben und roten Klinkern. Pfarrhaus: Doppelanlage mit zwei Eingängen jeweils an den Außenseiten, die Anlage symmetrisch                                                                                           | Wurzen           | Wurzen                | Bild gesucht   | 51° 22′ 7″ N, 12° 43′ 57″ O  |
| Pfarrhaus (mit angebauter Kalandstube) und Nebengebäude im Hof sowie Einfriedung des Gartens und Einfriedungsmauer des Grundstücks Leipziger Straße 29                                                                         | Stattlicher Putzbau am Kirchhof, mit Bauteilen aus Spätgotik, Renaissance und Barock, zwei Sitznischenportale, baugeschichtlich, kunsthistorisch, ortsgeschichtlich und ortsbildprägend von Bedeutung. Zweigeschossiges, sechsachsiges Gebäude                        | Geithain         | Geithain              | weitere Bilder | 51° 3′ 14″ N, 12° 41′ 23″ O  |
| Pfarrhaus (zwei Hausnummern) in geschlossener Bebauung Kirchplatz 6; 7 | Als eines der ältesten Gebäude Pegaus von großer städtebaulicher Dominanz, ein Renaissancebau (in späterer Zeit leicht überformt), mit einer schlichten Putzfassade.                                                                                                  | Pegau            | Pegau                 |                | 51° 9′ 59″ N, 12° 15′ 11″ O  |
| Pfarrhaus Elstertrebnitz | Alte Ortslage Elstertrebnitz, zum Ensemble Kirchhof und Kirche gehöriges Gebäude, im Reformstil mit neoklassizistischen Anklängen, ortsgeschichtlich von Bedeutung, zwei Geschosse, 3:6 Achsen, giebelständig, Sandstein und Putz, Backstein, Mittelrisalit           | Elstertrebnitz   | Elstertrebnitz        | Bild gesucht   | 51° 9′ 13″ N, 12° 14′ 32″ O  |
| Pfarrhaus An der Kirche 6 | Baugeschichtlich und ortsgeschichtlich von Bedeutung, Pfarrhaus (1862) in Ensemblewirkung mit Kirche. | Frohburg         | Frohburg              |                | 51° 7′ 23″ N, 12° 35′ 12″ O  |
| Pfarrhaus Trautzschen | Alte Ortslage Trautzschen, verputzter Backsteinbau, gut erhaltenes historistisches Pfarrhaus mit neogotischen Details, baugeschichtlich und ortsgeschichtlich von Bedeutung zwei Geschosse, 5:2 Achsen, Erdgeschoss Putzquadergliederung, Obergeschoss glatt verputzt | Elstertrebnitz   | Trautzschen           | Bild gesucht   | 51° 8′ 50″ N, 12° 14′ 25″ O  |
| Pfarrhaus Machern | Einfach gegliederter Putzbau, rundbogiges Türgewände in Naturstein, von ortshistorischer und bauhistorischer Bedeutung. zweigeschossig, vermutlich massiv, Walmdach mit Gauben, Türgewände in Naturstein, Fenster mit Putzfaschen, profilierte Traufe                 | Machern          | Machern               | weitere Bilder | 51° 21′ 38″ N, 12° 37′ 40″ O |
| Pfarrhaus Syhra | Putzbau mit Porphyrtuff-Gliederungen, ortsgeschichtlich von Bedeutung. im Sinne des Klassizismus erbaut bzw. die Fassade gestaltet, erhabene Putzspiegel zwischen den Fensterstürzen, darüberliegende Konsolen, Fenstergewände: Porphyr                               | Geithain         | Syhra                 | weitere Bilder | 51° 2′ 21″ N, 12° 38′ 41″ O  |
| Pfarrhaus Döben | Am Kirchhof gelegen, eindrucksvolles Gebäude, Fachwerkbau 1628, unverzichtbarer Bestandteil des Ensembles Kirchberg mit Kirche, Kirchhof und Kantorat, ortsgeschichtlich und baugeschichtlich interessant zweigeschossig, Erdgeschoss massiv                          | Grimma           | Döben                 | weitere Bilder | 51° 14′ 24″ N, 12° 45′ 51″ O |
| Pfarrhaus Kirchplatz 1 | Stattlicher Fachwerkbau (Thüringer-Leiter-Fachwerk), im Kern aus der Renaissancezeit, mit Porphyrtuff-Sitznischenportal. Erdgeschoss massiv, Obergeschoss Fachwerk, Krüppelwalm                                                                                       | Frohburg         | Frohburg              |                | 51° 3′ 21″ N, 12° 33′ 26″ O  |
| Pfarrhaus Nepperwitz | Schlichter Putzbau mit Krüppelwalmdach, am Kirchhof gelegen, von ortshistorischer Bedeutung. Pfarrhaus: zweigeschossiger verputzter Massivbau, Fenstergewände als Faschen, (Sohlbänke vermutlich in Sandstein), zum Teil in Sandstein, Holztraufe                     | Bennewitz        | Nepperwitz            |                | 51° 16′ 7″ N, 12° 47′ 23″ O  |
| Pfarrhaus Kirchweg 16 | Schlichte Putzfassade, Walmdach mit Dachhäuschen, im Reformstil der Zeit nach 1910, kulturhistorische Bedeutung 2 Geschosse, Original: Fenster, Tür, unbewohnt | Markranstädt     | Quesitz               | Bild gesucht   | 51° 17′ 25″ N, 12° 11′ 58″ O |
| Pfarrhaus Neue Hauptstraße 1 | Schlichter Putzbau mit originalem Türportal, von ortsgeschichtlicher Bedeutung. Zweigeschossig, Satteldach, verputzter Massivbau, Bruchsteinsockel, Tür- und Fenstergewände in Sandstein, Tür mit Verdachung in Sandstein, originale Tür                              | Thallwitz        | Thallwitz             |                | 51° 26′ 0″ N, 12° 40′ 55″ O  |
| Pfarrhaus Mölbis | Obergeschoss Fachwerk, ortsbildprägende Lage, wichtiger Bestandteil der ursprünglichen Dorfstruktur, ortsgeschichtliche und baugeschichtliche Bedeutung. Zweigeschossiger Bau mit Krüppelwalmdach, Erdgeschoss und Giebel massiv, verputzt                            | Rötha            | Mölbis                | Bild gesucht   | 51° 11′ 42″ N, 12° 29′ 49″ O |
| Pfarrhaus Elbisbach | Typischer Bau aus der Mitte des 19. Jahrhunderts, baugeschichtlich und ortsgeschichtlich von Bedeutung, mit Putzquaderung im Erdgeschoss, Gurtgesimsband, Schlussgesims.                                                                                              | Frohburg         | Elbisbach             | Bild gesucht   | 51° 6′ 13″ N, 12° 38′ 13″ O  |
| Pfarrhaus Lobstädt | Ein stattliches Gebäude mit Fachwerk-Obergeschoss und Krüppelwalmdach, baugeschichtlich und ortsgeschichtlich von Bedeutung. Das Gebäude hat einen Bruchsteinsockel, ein massives Erdgeschoss, Fachwerk, alter Dachstuhl, neue Fenster                                | Neukieritzsch    | Lobstädt              | Bild gesucht   | 51° 8′ 0″ N, 12° 26′ 52″ O   |
| Pfarrhaus Burkartshain | Schlichter Putzbau mit Rundbogenportal zum Hof, von ortshistorischer Bedeutung. Pfarrhaus: zweigeschossiger verputzter Massivbau, Fenstersohlbänke in Sandstein, über Tür Fenstergewände in Sandstein, Türgewände mit Verdachung in Sandstein                         | Wurzen           | Burkartshain          | weitere Bilder | 51° 19′ 39″ N, 12° 48′ 18″ O |
| Pfarrhaus Markanstädt Schulstraße 9 | Schlichte Putzfassade, Krüppelwalmdach, Sandsteinfensterbänke, Teil des ursprünglichen Ortskerns, ortsgeschichtlich von Bedeutung, zwei Geschosse, 7 Achsen, original: Fenster, Haustür und Dach, keine Umbauten                                                      | Markranstädt     | Markranstädt          | Bild gesucht   | 51° 18′ 7″ N, 12° 13′ 16″ O  |
| Pfarrhaus Colditz, An der Kirche 4; 5 | Klassizistisches Gebäude, Putzfassade mit Porphyrtuffgliederungen, Teil der städtebaulich wichtigen Bebauung an Schloss und Stadtkirche, platzbildprägende Wirkung | Colditz          | Colditz               | Bild gesucht   | 51° 7′ 48″ N, 12° 48′ 30″ O  |
| Pfarrhaus Wiederau Hauptstraße 45 | Das Gebäude besitzt zwei Geschosse, vier Achsen, das Erdgeschoss ist massiv, das Obergeschoss ist offenliegendes Fachwerk, original erhalten sind Sandsteingewände, Haustür, Walmdach. Ein rückwärtiges Stallgebäude mit originaler Deckung                           | Pegau            | Wiederau              |                | 51° 11′ 38″ N, 12° 17′ 18″ O |
| Pfarrhaus mit Einfriedung Ragewitzer Straße 15 | Schlichter Putzbau mit Segmentbogenportal und Walmdach, ältestes Gebäude im Ort, ortsgeschichtlich und bauhistorisch bedeutend bezeichnet 1748 (Schlussstein), zweigeschossig, massiv, verputzt, steiles Walmdach mit zwei Knäufen am Dachfirst                       | Grimma           | Ragewitz              |                | 51° 14′ 0″ N, 12° 51′ 11″ O  |
| Pfarrhaus Wurzen Domplatz 11 | Gründerzeitgebäude mit Mittelrisalit und Klinkerfassade. Pfarrhaus: Mittelrisalit leicht vorspringend, in Giebel mit steigendem Zahnschnittfries endend, Klinkerfassade                                                                                               | Wurzen           | Wurzen                | weitere Bilder | 51° 22′ 7″ N, 12° 43′ 57″ O  |
| Pfarrhaus Rötha Johann-Sebastian-Bach-Platz 11 | Barockbau, im Obergeschoss Fachwerk, verputzt, Einfriedung des Pfarrgartens gemauert, ortsgeschichtlich, sozialgeschichtlich und baugeschichtlich von Bedeutung. Zweigeschossiger, langgestreckter Bau, Satteldach, Erdgeschoss und Giebel                            | Rötha            | Rötha                 | weitere Bilder | 51° 11′ 47″ N, 12° 24′ 34″ O |
| Pfarrhaus Böhlen, Kirchgasse 12 | Orts- und sozialgeschichtliche Bedeutung, wichtig für das Ortsbild. Zweigeschossiger Bau mit Krüppelwalmdach, Erdgeschoss und zugewandter Giebel massiv, verputzt, Obergeschoss in Fachwerk, verputzt und verbrettert, giebelständig                                  | Böhlen           | Böhlen                | Bild gesucht   | 51° 12′ 12″ N, 12° 23′ 11″ O |
| Pfarrhaus Polenz, Klingaer Straße 14 | Pfarrhaus: schlichter Putzbau mit Krüppelwalmdach, von ortsgeschichtlicher und bauhistorischer Bedeutung. Zweigeschossiger, verputzter Massivbau, Fenster- und Türgewände in Porphyrtuff, originale Eingangstür, einfach profilierte Traufe                           | Brandis          | Polenz                | Bild gesucht   | 51° 19′ 7″ N, 12° 38′ 34″ O  |
| Pfarrhaus mit Stallanbau und Einfriedungsmauer des Grundstücks Rüdigsdorf 29 | In authentischen Formen erhaltener ländlicher Pfarrhausbau, einfach gegliederte Putzfassade, prägend im Ensemble um die Kirche, baugeschichtlich und ortsgeschichtlich von Bedeutung zweigeschossiger Putzbau über Bruchstein, mit Porphyrtuffgewänden                | Frohburg         | Rüdigsdorf            | Bild gesucht   | 51° 0′ 34″ N, 12° 35′ 58″ O  |
| Pfarrhaus Bad Lausick, Straße der Einheit 27 | Stattlicher Putzbau mit hohem Mansarddach, schönes Türportal, in Nachbarschaft zur Kirche, baugeschichtliche und ortsgeschichtliche Bedeutung. zweigeschossiger Putzbau, Tür- und Fenstergewände in Porphyrtuff, bezeichnet 1719 (Schlussstein)                       | Bad Lausick      | Bad Lausick           |                | 51° 8′ 41″ N, 12° 38′ 26″ O  |
| Pfarrhaus Ossa 14 | Stattlicher Putzbau mit Porphyrtuffgliederungen, dominierend im Dorfkern gegenüber der Kirche, baugeschichtlich und ortsgeschichtlich von Bedeutung Eingang im Mittelrisalit, Tür und Fenster mit Porphyrtuffrahmung, darüber Inschrift                               | Geithain         | Ossa                  |                | 51° 1′ 30″ N, 12° 39′ 53″ O  |
| Pfarrhof Kohren | Spätklassizistisches Pfarrhaus (1858), stattlicher Putzbau mit flachem Walmdach, beide Seitengebäude mit Fachwerk-Obergeschoss, massive Scheune | Frohburg         | Kohren                | weitere Bilder | 51° 1′ 11″ N, 12° 36′ 13″ O  |
| Pfarrhaus Oelzschau, Straße der Freundschaft 36 | Mächtiger Putzbau mit Krüppelwalmdach und schönem Türportal, Teil der ursprünglichen Ortskernbebauung, ortsbildprägende Lage an einer Straßenkreuzung, 2 Geschosse, 5 Achsen, Putzbau                                                                                 | Rötha            | Oelzschau             |                | 51° 13′ 3″ N, 12° 31′ 24″ O  |
| Pfarrhaus Dreiskau | Interessant gestalteter Putzbau von ortsgeschichtlicher Bedeutung in exponierter Lage neben der Kirche. Putzfassade, Satteldach, Putzfassade mit dezenter Fensterbekrönung, originale Haustür, Bruchsteinsockel, alte Fenster, Sandsteinportale                       | Großpösna        | Dreiskau-Muckern      |                | 51° 13′ 8″ N, 12° 28′ 3″ O   |
| Pfarrhaus Altranstädt, Lindenstraße 1 | Barocker Putzbau mit Mansarddach, in unmittelbarer Nähe des Schlossareals, baugeschichtlich und ortsgeschichtlich von Bedeutung; 2 Geschosse, 5 Achsen, Fenster neu, rechteckiger Baukörper, Mansarddach mit Fledermausgauben, Gesims                                 | Markranstädt     | Altranstädt           |                | 51° 18′ 58″ N, 12° 10′ 33″ O |
| Pfarrhaus und Scheune des Pfarrhofes An der Hauptstraße 4 | Das unmittelbar am Kirchhof gelegene Pfarrgebäude ist ein schlichter zweigeschossiger Putzbau mit Krüppelwalmdach und Porphyrtuffgewände. | Frohburg         | Jahnshain             | Bild gesucht   | 50° 59′ 42″ N, 12° 38′ 31″ O |
| Pfarrhaus und Scheune eines Pfarrhofes Fremdiswalde 6 | Pfarrhaus schlichter Putzbau, Scheune in Lehmbauweise, von ortshistorischer Bedeutung Zweigeschossig, verputzter Massivbau, Fensterfassaden, Sohlbänke in Stein, einfache Eingangstür, steiles Satteldach, Scheune: Lehmwellerbau mit Satteldach                      | Grimma           | Fremdiswalde          | Bild gesucht   | 51° 17′ 49″ N, 12° 50′ 37″ O |
| Pfarrhaus und Scheune eines Pfarrhofes Karl-Marx-Straße 15 | Stattliches Pfarrhaus mit verbrettertem Fachwerk-Obergeschoss, Scheune massiv, von bauhistorischer und ortsgeschichtlicher Bedeutung. Pfarrhaus: zweigeschossig, Erdgeschoss massiv, Obergeschoss vermutlich Fachwerk, Krüppelwalmdach, Giebel massiv                 | Lossatal         | Falkenhain (Lossatal) |                | 51° 23′ 53″ N, 12° 52′ 19″ O |
| Pfarrhaus und Seitengebäude (mit Remisen-Anbau) des Pfarrhofes Hauptstraße 12 | Pfarrhaus stattlicher Putzbau mit Krüppelwalmdach. Zweigeschossiger, massiver Ziegelbau, verputzt, Krüppelwalmdach (Biberschwanzdeckung), Gurtgesimsband, Kunststeingewände                                                                                           | Belgershain      | Belgershain           | Bild gesucht   | 51° 14′ 7″ N, 12° 32′ 57″ O  |
| Pfarrhaus und Seitengebäude des Pfarrhofes Am Kirchberg 7 | Ortsgeschichtlich von Bedeutung, klassizistisch anmutender Putzbau mit Porphyrtuffgliederungen und schönem Portal, Seitengebäude etwa zeitgleich. | Frohburg         | Tautenhain            | Bild gesucht   | 51° 5′ 18″ N, 12° 41′ 19″ O  |
| Pfarrhaus und Seitengebäude eines Pfarrhofes An der Kirche 3 | Beide Gebäude in Fachwerkbauweise, von baugeschichtlicher und ortshistorischer Bedeutung. Pfarrhaus: zweigeschossig, Erdgeschoss massiv, Obergeschoss Fachwerk, Fenstergewände bzw. Fenstersohlbänke im Erdgeschoss in Porphyrtuff, Türgewände in Porphyrtuff         | Grimma           | Leipnitz              | Bild gesucht   | 51° 12′ 12″ N, 12° 49′ 56″ O |
| Pfarrhaus und Seitengebäude eines Pfarrhofes Audigast 6 | Pfarrhaus und Seitengebäude eines Pfarrhofes, Pfarrhaus im Kern ca. 1830, Seitengebäude um 1790 | Groitzsch        | Audigast              | Bild gesucht   | 51° 12′ 15″ N, 12° 17′ 13″ O |
| Pfarrhaus und Seitengebäude eines Pfarrhofes Kirchsteig 45 | Pfarrhaus schlichter Putzbau mit Krüppelwalmdach, bemerkenswertes Nebengebäude in Fachwerkbauweise, historisch bedeutender Teil der Ortsbebauung nahe der Kirche, baugeschichtlich und ortsgeschichtlich von Bedeutung. Zwei Geschosse, Putzbau in Hanglage           | Kitzscher        | Kitzscher             |                | 51° 9′ 27″ N, 12° 33′ 15″ O  |
| Pfarrhaus und Seitengebäude eines Pfarrhofes Straße des Friedens 7 | Pfarrhaus schlichter Putzbau mit Fachwerkgiebel, von ortsgeschichtlicher Bedeutung. Pfarrhaus: zweigeschossiger, massiver Bau, verputzt, ein Giebel in Fachwerk, Krüppelwalmdach, über hofseitigem Eingang Tafel, profilierte hölzerne Traufe                         | Lossatal         | Dornreichenbach       | weitere Bilder | 51° 22′ 14″ N, 12° 51′ 56″ O |
| Pfarrhaus und Seitengebäude sowie Einfriedung und Toranlage (Torbogen und Pforte) des Pfarrhofes Polenzer Straße 4 | Pfarrhaus Obergeschoss Fachwerk, von ortsgeschichtlicher und bauhistorischer Bedeutung. Pfarrhaus: zweigeschossig, Erdgeschoss massiv, Obergeschoss vermutlich Fachwerk, insgesamt verputzt, Holztraufe, Krüppelwalmdach, Fenster zum Teil mit Holzgewände            | Bennewitz        | Leulitz               |                | 51° 20′ 9″ N, 12° 40′ 13″ O  |
| Pfarrhaus und Seitengebäude sowie Toranlage eines Pfarrhofes sowie kursächsisches Wappen an der Toranlage Karl-Liebknecht-Straße 18                                                                                            | In der alten Ortslage Zöpen, beide Gebäude mit Fachwerk-Obergeschoss und Krüppelwalmdach, das Seitengebäude mit Segmentbogenportalen und Porphyrtuff-Fensterrahmungen, die Torpfeiler der Hofzufahrt mit Sandsteinabdeckung, ein gut erhaltener Bestand               | Neukieritzsch    | Zöpen                 | Bild gesucht   | 51° 9′ 56″ N, 12° 26′ 9″ O   |
| Pfarrhaus und Toranlage An der Schanze 3 | Putzbau mit Natursteinelementen, markanter Gebäude, im Zusammenspiel mit benachbarter Kirche ortsbildprägend, Toranlage mit Einfahrt und Leutepforte, ortsgeschichtliche, baugeschichtliche und kirchengeschichtliche Bedeutung. Zwei Geschosse, 3:7 Achsen           | Borna            | Borna                 | Bild gesucht   | 51° 5′ 2″ N, 12° 31′ 42″ O   |
| Pfarrhaus und Toranlage des Pfarrhofes Dorfplatz 70 | Eine schlichte Putzfassade, das Obergeschoss zum Teil Fachwerk, Walmdach, die Hofzufahrt mit drei Torpfeilern, ein stattlicher Bau von ortsgeschichtlicher Bedeutung. Das Gebäude ist ein zweigeschossiger Putzbau (Ziegelbau) mit Stockwerkgesims                    | Neukieritzsch    | Kieritzsch            |                | 51° 9′ 47″ N, 12° 22′ 49″ O  |
| Pfarrhaus und ehemaliges Diakonat sowie Reste einer Einfriedung Wiesengasse 1; 3 | Markanter, historistischer Putzbau, teils in gotisierenden Formen, Eingangsrisalite durch Stufengiebel betont, ortsbildprägende Lage, baugeschichtlich und ortsgeschichtlich von Bedeutung. Zwei Geschosse, 13 Achsen, zwei übergiebelte Eingangsrisalite             | Groitzsch        | Groitzsch             | Bild gesucht   | 51° 9′ 30″ N, 12° 16′ 39″ O  |
| Pfarrhaus und zwei Nebengebäude und seitliche Einfriedung mit Torbogen Marktplatz 8 | Barocker Putzbau mit repräsentativem Portal, als Teil der Marktbebauung von ortsbildprägender Wirkung, ortsgeschichtlich und bauhistorisch von Bedeutung Pfarrhaus: zweigeschossig, massiv, verputzt, Fenstergewände Porphyrtuff, geohrtes Segmentbogenportal         | Grimma           | Mutzschen             | Bild gesucht   | 51° 15′ 39″ N, 12° 53′ 16″ O |
| Pfarrhaus, Nebengebäude und Toranlage (mit zwei Torpfeilern) des Pfarrhofes Kirchstraße 11 | Pfarrhaus: einfacher Putzbau mit Krüppelwalmdach, Nebengebäude mit Fachwerk-Obergeschoss, ein bedeutender Bestandteil der Ortsbebauung in unmittelbarer Nachbarschaft zur Kirche, ortsgeschichtlich von Bedeutung.                                                    | Regis-Breitingen | Regis-Breitingen      | Bild gesucht   | 51° 5′ 22″ N, 12° 26′ 54″ O  |
| Pfarrhaus, Scheune und Einfriedungsmauer eines Pfarrhofes Seitenstraße 1 | Einfach gegliederter Putzbau mit Satteldach, unmittelbar am Kirchhof gelegen, ortshistorische Bedeutung. Pfarrhaus: zweigeschossig, Erdgeschoss massiv, Obergeschoss Fachwerk, insgesamt verputzt, Satteldach, erneuerte Putzgliederung                               | Machern          | Gerichshain           | Bild gesucht   | 51° 21′ 22″ N, 12° 34′ 55″ O |
| Pfarrhaus, Seitengebäude und Einfriedung eines Pfarrhofes Hauptstraße 18 | Pfarrhaus: ein ortsgeschichtlicher und architekturhistorisch bedeutender Renaissancebau mit Sitznischenportal, eingeschossiges Seitengebäude mit Fachwerkgiebel. Pfarrhaus: zweigeschossiger Putzbau, rundbogiges Sitznischenportal mit Wappen                        | Machern          | Püchau                |                | 51° 23′ 57″ N, 12° 39′ 3″ O  |
| Pfarrhaus, Seitengebäude und Toreinfahrt des Pfarrhofes Pfarrwinkel 16 | Fachwerkbauten, Seitengebäude mit Oberlaube, orts- und regionalgeschichtliche sowie baugeschichtliche und kirchengeschichtliche Bedeutung Denkmaltext Pfarrhaus wohl 1825 errichtet (Sachsens Kirchen-Galerie), Erdgeschoss und zugewandter Giebel massiv             | Zwenkau          | Großdalzig            | Bild gesucht   | 51° 12′ 14″ N, 12° 16′ 19″ O |
| Pfarrhaus, Seitengebäude, Toreinfahrt und Einfriedung eines Pfarrhofes Zur Kirche 1 | Pfarrhaus ein stattlicher Putzbau mit Segmentbogenportal und Krüppelwalmdach, von baugeschichtlicher und ortshistorischer Bedeutung Pfarrhaus: zweigeschossig, massiv, verputzt (ehemals Fachwerk im Obergeschoss), Krüppelwalmdach, Segmentbogenportal               | Grimma           | Grimma                | Bild gesucht   | 51° 12′ 52″ N, 12° 53′ 11″ O |
| Pfarrhaus Kühnitzsch, Zur Alten Schule 1 | Pfarrhaus, Toreinfahrt und Hofpflaster, stattliches Gebäude 1702, Obergeschoss Fachwerk, zum Teil verbrettert | Lossatal         | Kühnitzsch            | weitere Bilder | 51° 22′ 36″ N, 12° 50′ 1″ O  |
| Pfarrhaus, mit Einfriedung Kirchweg 14 | Stattlicher Putzbau mit Krüppelwalmdach, Obergeschoss teils Fachwerk verputzt, Fenster- und Türrahmungen in Porphyrtuff, ortsgeschichtliche, kirchengeschichtliche und baugeschichtliche Bedeutung. Pfarrhaus, bezeichnet 1712 (Schlussstein im Türsturz)             | Colditz          | Colditz               | Bild gesucht   | 51° 9′ 2″ N, 12° 45′ 43″ O   |
| Pfarrhaus, mit Einfriedung und Toranlage des Pfarrhofes Schulstraße 17 | Schlichter Putzbau, wichtiger Teil des alten Ortsbildes, ortsgeschichtlich bedeutendes Pfarrhaus neben der Kirche. Pfarrhaus: zweigeschossiger Putzbau, Satteldach (Biberschwanzdeckung) südlicher Giebel massiv, sonst Obergeschoss vermutlich Fachwerk              | Lossatal         | Thammenhain           | weitere Bilder | 51° 25′ 49″ N, 12° 51′ 7″ O  |
| Pfarrhaus Panitzsch, Lange Straße 17 | Pfarrhaus stattlicher Putzbau mit Walmdach, Seitengebäude in Bruchstein- und Ziegelmauerwerk, teils verputzt, repräsentativ gestaltete Anlage in unmittelbarer Nähe zur Kirche                                                                                        | Borsdorf         | Panitzsch             | weitere Bilder | 51° 21′ 52″ N, 12° 32′ 4″ O  |
| Pfarrhof mit Pfarrhaus (Nr. 58), südlichem Seitengebäude (Nr. 59), nördlichem Seitengebäude (Nr. 60a), Scheune und Toranlage (Torbogen und Pforte) sowie Hofpflasterung und Stützmauer zur Straße Pestalozzistraße 58; 59; 60a | Spätklassizistisches Pfarrhaus, stattlicher Putzbau mit flachem Walmdach, beide Seitengebäude mit Fachwerk-Obergeschoss, massive Scheune, baugeschichtlich und ortsgeschichtlich von Bedeutung. bezeichnet im Torbogen 1685. Bau neben der Toreinfahrt                | Frohburg         | Frohburg              | Bild gesucht   | 51° 1′ 12″ N, 12° 36′ 12″ O  |
| Pfarrhof mit Pfarrhaus und zwei Seitengebäuden Dorfstraße 3 | In der alten Ortslage Maschwitz, ein Ensemble von Fachwerkgebäuden, baugeschichtlich und ortsgeschichtlich von Bedeutung. Das Pfarrhaus hat zwei Geschosse, sieben Achsen, das Erdgeschoss ist massiv, das Obergeschoss offenliegendes Fachwerk, Krüppelwalm          | Pegau            | Großstorkwitz         | Bild gesucht   | 51° 11′ 21″ N, 12° 15′ 39″ O |
| Pfarrhof mit Pfarrhaus, Pfarrscheune und Toranlage (Torbogen und Pforte) Pfarrgasse 3 | Pfarrhaus markanter Putzbau mit Walmdach und Segmentbogenportal, Bestandteil der historischen Ortskernbebauung, baugeschichtlich und ortsgeschichtlich von Bedeutung. zwei Geschosse, sieben Achsen, Walmdach, Dach, Fenster neu, Seitengebäude                       | Großpösna        | Seifertshain          |                | 51° 17′ 33″ N, 12° 31′ 8″ O  |
| Pfarrhof mit Pfarrhaus, Scheune (mit zwei Backhausanbauten), Seitengebäude, Schuppen, Einfriedungsmauer und Toranlage Badstraße 12                                                                                             | Baugruppe mit stattlichem barockem Pfarrhaus, Wirtschaftsbauten in Fachwerkbauweise, Stallgebäude mit seltener Oberlaube. Pfarrhaus: Putzbau, 12 Achsen, Krüppelwalmdach, barocken, stehenden Gauben, Giebel                                                          | Frohburg         | Frohburg              | Bild gesucht   | 51° 6′ 6″ N, 12° 36′ 33″ O   |
| Pfarrhof mit Pfarrhaus, Scheune, Seitengebäude und Einfriedung sowie alter Taufstein im Garten Alte Schulstraße 12 | Pfarrhaus einfacher Putzbau mit Krüppelwalmdach, ortsbildprägende Lage am Kirchhof, von ortsgeschichtlicher und bauhistorischer Bedeutung Pfarrhaus: zweigeschossiger, verputzter, Massivbau, Fenstergewände in Porphyrtuff, Türgewände mit Schlussstein              | Grimma           | Grimma                | Bild gesucht   | 51° 12′ 13″ N, 12° 41′ 48″ O |
| Pfarrhof mit Pfarrhaus, Scheune, Seitengebäude, Pflaster und Toranlage Wiprechtstraße 17 | Pfarrhaus: Putzbau mit Natursteinelementen, im Kern barock, Seitengebäude und Scheune Fachwerkbauten. Pfarrhaus: Zwei Geschosse, 3:5 Achsen, Porphyrgewände | Borna            | Borna                 | Bild gesucht   | 51° 9′ 5″ N, 12° 30′ 50″ O   |
| Pfarrhof Gnandstein, Gnandsteiner Hauptstraße 1 | Pfarrhaus: Bruchsteinmauerwerk, stattlicher Putzbau mit einfacher Gliederung und Krüppelwalmdach, klassizistische Hauseingangstür, massive Scheune; mit Scheune, Toranlage, Hofpflasterung und Resten der Ummauerung                                                  | Frohburg         | Gnandstein            | weitere Bilder | 51° 0′ 59″ N, 12° 34′ 22″ O  |
| Pfarrhof mit Pfarrhaus, Seitengebäude und Scheune Hohendorf 24 | Pfarrhaus verputzter Massivbau, Seitengebäude Obergeschoss Fachwerk, Scheune Lehmwellerbau, teils Ziegelausbesserungen, Fachwerkgiebel, heimatgeschichtliche, kirchengeschichtliche und ortsgeschichtliche Bedeutung. Pfarrhaus zwei Geschosse, 3:6 Achsen            | Groitzsch        | Hohendorf             |                | 51° 6′ 57″ N, 12° 20′ 16″ O  |
| Pfarrhof mit Pfarrhaus, Seitengebäude und Scheune Kirchberg 17 | Das Pfarrhaus ist ein schlichter Putzbau, der Eingang mit gerader Verdachung, die Seitengebäude mit Fachwerk-Obergeschoss, dazu eine Fachwerk-Scheune sind Teil der historischen Bebauung des Kirchberges                                                             | Frohburg         | Altmörbitz            | Bild gesucht   | 50° 59′ 36″ N, 12° 34′ 11″ O |
| Pfarrhof mit Pfarrhaus, Seitengebäude und Scheune sowie Einfriedungsmauer mit Toreinfahrt Hauptstraße 33 | Baugeschichtlich und ortsgeschichtlich von Bedeutung, Fachwerkbauten, das Stallgebäude mit seltener Oberlaube. Pfarrhaus mit Fachwerk-Obergeschoss und Vorbau (neu verputzt, aber offenbar schon 19. Jh.), Streben aufgeblattet                                       | Frohburg         | Oberfrankenhain       | Bild gesucht   | 51° 4′ 55″ N, 12° 39′ 12″ O  |
| Pfarrhof mit Pfarrhaus, Seitengebäude, Grabstein am Pfarrhaus sowie Hofpflasterung Schillerstraße 17 | alte Ortslage Hohnstädt, malerisch gelegenes Grundstück mit landschaftsgestaltendem Wert neben der Kirche, Pfarrhaus im Reformstil der Zeit um 1915, älteres Wirtschaftsgebäude in Fachwerkbauweise, Bedeutung für Ortsgeschichte und Baugeschichte.                  | Grimma           | Hohnstädt             |                | 51° 15′ 5″ N, 12° 43′ 50″ O  |
| Pfarrhof mit Pfarrhaus, Seitengebäude, Scheune, Einfriedung und Toreinfahrt Brunnengasse 1 | In der alten Ortslage Hohenlohe, das Pfarrhaus ist ein regionaltypischer Ziegelbau, die Nebengebäude ältere Fachwerkbauten, ortsgeschichtliche und sozialgeschichtliche Bedeutung. Pfarrhaus: zweigeschossiger, roter Ziegelbau über Bruchsteinsockel                 | Pegau            | Hohenlohe             | Bild gesucht   | 51° 13′ 4″ N, 12° 13′ 12″ O  |
| Altes Kantorat Colditz, An der Kirche 1 | Von besonderer städtebaulicher Wirkung im Zusammenhang mit der Ägidienkirche Colditz, stattlicher Fachwerkbau, auch Köhler-Haus (Geburtshaus des Numismatikers Johann David Köhler (1684–1755))                                                                       | Colditz          | Colditz               |                | 51° 7′ 48″ N, 12° 48′ 28″ O  |
| Pfarrhof, bestehend aus Pfarrhaus, Hofpflasterung, Resten der Scheune und Einfriedung des Pfarrgartens Kirchstraße 5 | Pfarrhaus dreiflügliger Putzbau, straßenseitiger Teil mit Toreinfahrt, Umfassungsmauern der Scheune und Einfriedung in Bruchstein, ortsgeschichtliche und baugeschichtliche Bedeutung. Pfarrhaus, Bruchstein- und Ziegelmauerwerk, verputzt                           | Colditz          | Collmen               | Bild gesucht   | 51° 8′ 51″ N, 12° 48′ 59″ O  |
| Pfarrhof, bestehend aus Pfarrhaus, Seitengebäude, Scheune, Toreinfahrt, Hofpflasterung und Heiste Zschirlaer Dorfstraße 28; 29                                                                                                 | Pfarrhaus: Putzbau mit Krüppelwalmdach und Porphyrtuffelementen, Seitengebäude Fachwerkbau mit angebautem Backofen, Scheune verputzter Massivbau mit Satteldach. Pfarrhaus: massiv in Bruchsteinmauer                                                                 | Colditz          | Zschirla              |                | 51° 7′ 54″ N, 12° 50′ 41″ O  |
| Wurzener Straße 1 (Naunhof) - Pfarramt | Pfarrhaus in offener Bebauung und in Ecklage Breite Straße, Pfarrscheune und Einfriedung - Pfarrhaus stattlicher Putzbau mit Klinkergliederung, architektonisch wertvolles Gebäude, neogotischer Stil                                                                 | Naunhof          | Naunhof               | weitere Bilder | 51° 16′ 45″ N, 12° 35′ 16″ O |
| Kantorat Nerchau | Kantorat Nerchau: schlichter Putzbau 1810 mit Porphyrtuffelementen, Korbbogenportal mit Schlussstein | Grimma           | Nerchau               | weitere Bilder | 51° 16′ 3″ N, 12° 47′ 7″ O   |
| Ehemaliges Diakonat, mit Stützmauer zur Straße »An der Kirchenmauer« Marktplatz 12 | Gut gegliederter Putzbau, zweigeschossiger Massivbau, Putzgliederung (Ecklisenen, Gesimsband), hofseitig zwei Eingänge, Tür- und Fenstergewände vermutlich Porphyrtuff, zugewandter Giebel                                                                            | Grimma           | Mutzschen             | Bild gesucht   | 51° 15′ 40″ N, 12° 53′ 13″ O |

∑ 342 Einträge